# British Airways
British Airways es la aerolínea de bandera del Reino Unido. Tiene su sede en Waterside, cerca de su principal base de operaciones ubicada en el aeropuerto de Londres-Heathrow. Cuenta con una segunda base de operaciones en el aeropuerto de Londres-Gatwick y su tercer punto principal de operaciones es servido a través de su filial, BA Cityflyer, con base de operaciones en el aeropuerto de la Ciudad de Londres. British Airways es la mayor aerolínea con base en el Reino Unido en cuanto a tamaño de flota, vuelos internacionales y destinos internacionales se refiere. Los pasajeros británicos cuyo aeropuerto de referencia no está en Londres deben conectar con sus vuelos a través de la ciudad después de que la aerolínea suprimiese todos sus vuelos transoceánicos del resto de los aeropuertos británicos.
La directiva de la compañía fue establecida en 1971 para gestionar la operativa de las dos aerolíneas nacionalizadas, BOAC y BEA, y dos aerolíneas regionales menores, Cambrian Airways (Q) de Cardiff y Northeast Airlines (Q) de Newcastle upon Tyne. El 31 de marzo de 1974, las cuatro compañías se disolvieron para formar British Airways (BA). Tras poco más de trece años como compañía nacionalizada, fue privatizada en febrero de 1987 como parte del plan de privatización emprendido por el gobierno conservador de la época. La aerolínea pronto amplió sus fronteras con la adquisición de British Caledonian (BCAL) en 1987 y la aerolínea con base en Gatwick Dan-Air (Q) en 1992.
Pese a haber sido durante mucho tiempo un importante cliente de Boeing, British Airways efectuó un importante pedido de aviones Airbus en agosto de 1998 con la adquisición de 59 aviones de la familia Airbus A320. En 2007, efectuó otro gran pedido, que marcó el comienzo del reemplazo de su flota de largo alcance, consistente en doce Airbus A380s y veinticuatro Boeing 787s. La pieza central de la flota de largo alcance es el Boeing 747-400; con 57 ejemplares en servicio, la aerolínea es la mayor operadora del tipo en todo el mundo.
British Airways es miembro fundador de la alianza de aerolíneas Oneworld, junto con American Airlines, Cathay Pacific, Qantas, Iberia L.A.E. y la ahora desaparecida Canadian Airlines. Oneworld ha crecido desde entonces hasta convertirse en la tercera mayor alianza de aerolíneas tras SkyTeam y Star Alliance. Antes de su fusión con Iberia, que crearía International Airlines Group, BA cotizaba en la Bolsa de Londres y fue uno de los valores presentes en el índice de valores FTSE 100.
El 12 de noviembre de 2009, la aerolínea anunció que había alcanzado un acuerdo preliminar con Iberia. La fusión entre las dos aerolíneas ha creado la tercera mayor aerolínea del mundo en términos de ingresos anuales y el segundo mayor grupo de Europa. La fusión se confirmó el 8 de abril de 2010, y se esperaba su conclusión para finales del mismo año. El 14 de julio de 2010, la Comisión Europea otorgó a las dos aerolíneas permiso para fusionarse y permitió que American Airlines cooperase con la entidad fusionada en rutas transatlánticas a los Estados Unidos de América. British Airways finalmente se fusionó con Iberia el 21 de enero de 2011, para crear formalmente International Airlines Group, IAG.
British Airways fue la aerolínea patrocinadora de los Juegos Olímpicos de Verano 2012. El 18 de mayo de 2012 transportó la llama olímpica desde el Aeropuerto Internacional de Atenas a la Estación Naval de Culdrose, desde donde fue transportada por diversos dignatarios, entre las que se cuentan a lord Sebastian Coe, la princesa Ana y David Beckham.

## Historia

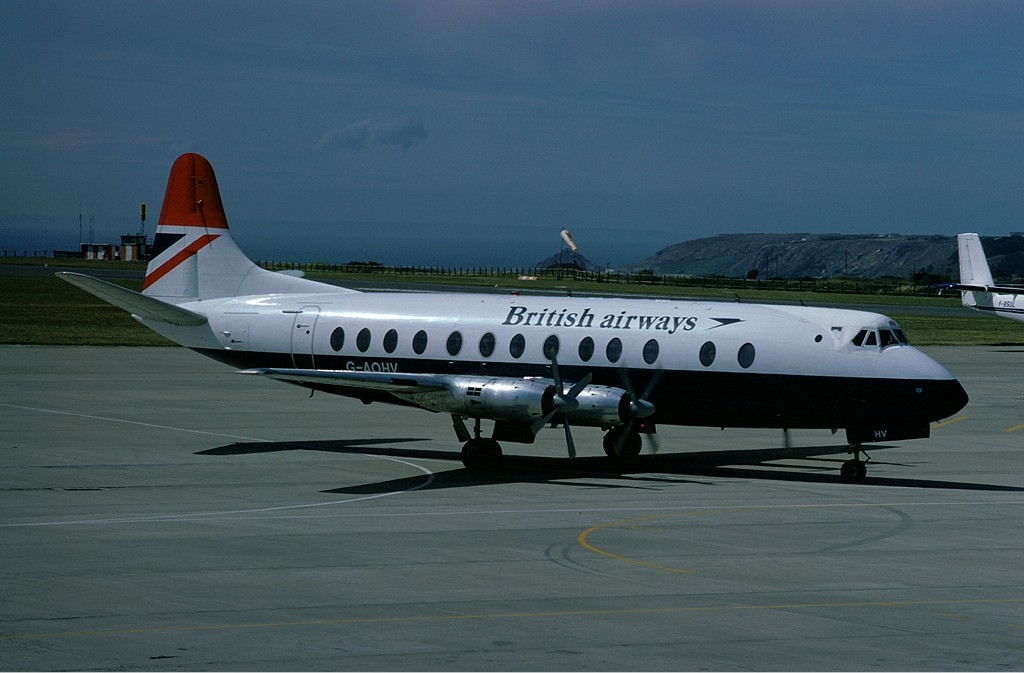
Vickers Viscount de British Airways que la compañía utilizó en los setenta y ochenta.

En 1967, el gobierno estableció un comité de investigación de la Aviación Civil bajo la jefatura de sir Ronald Edwards. El comité Edwards anunció en 1969 en una de sus recomendaciones la necesidad de constituir una entidad estatal que reuniese todas las actividades del mercado aéreo para controlar las finanzas y políticas de las dos aerolíneas estatales, British Overseas Airways Corporation (BOAC) y British European Airways Corporation (BEA). La recomendación se implementó en 1971 con la publicación de la Ley de Aviación Civil de 1971, que a su vez dio lugar a la British Airways Board para controlar todas las actividades.
British Airways fue fundada en 1974, cuando las directivas de BOAC y BEA fueron agrupadas bajo la recientemente fundada British Airways Board. Tras dos años de fiera competencia con British Caledonian, la segunda mayor aerolínea de Gran Bretaña en ese momento, el gobierno cambió su política aeronáutica en 1976 por lo que se prohibió desde entonces la competencia en rutas de largo alcance.
En 1976, los directivos adquirieron el primer Concorde, que fue un absoluto fracaso financiero: llevó a la compañía nacional a tales pérdidas que requirió de la intervención del gobierno y atrajo varias críticas por parte de la prensa.
En 1981, la aerolínea recibió instrucciones para que comenzase a prepararse para su privatización por parte del gobierno conservador bajo el liderazgo de sir John King, más tarde lord King. El principal objetivo de la compañía era regresar a los resultados económicos anuales positivos que le posibilitasen sobrevivir. King fue reconocido por su transformación de este gigante de pérdida de dinero en una de las aerolíneas más beneficiosas del mundo, mientras muchas otras aerolíneas grandes se vieron abocadas al fracaso. La aerolínea de bandera fue privatizada y empezó a cotizar en la Bolsa de Londres en febrero de 1987 bajo el mandato conservador. En julio de 1987, British Airways absorbió a la "segunda" aerolínea británica, British Caledonian, en un proceso duramente criticado.
En 1992, la compañía expandió su red a través de la adquisición de Dan-Air, una aerolínea con base en Gatwick y en serios problemas financieros, lo que le dio un fuerte aumento de presencia en dicho aeropuerto. En marzo de 1993, continuó la rápida expansión con la fundación de British Asia Airways, una filial con base en Taiwán, para operar vuelos entre Londres y Taipéi. Durante 1993, la aerolínea expandió su negocio a través de la compra del 25 % de las acciones en la aerolínea australiana Qantas en marzo y la adquisición de Brymon Airways en mayo, que dio lugar a BA Connect.
La fundación de la aerolínea de Richard Branson, Virgin Atlantic Airways, en 1984 inició una tensa relación con BA. En 1993, la intensa rivalidad entre ambas aerolíneas terminó con British Airways multada con 610 000 libras esterlinas por una campaña de "juego sucio" contra Virgin y en torno a tres millones de libras en costes legales de Virgin. La campaña de British Airways contra Virgin incluía grabaciones a clientes de Virgin Atlantic y documentos confidenciales pertenecientes a Virgin. Tras un proceso judicial, la primera fue obligada a pagar los daños y costes legales de Virgin y, además, la dirección de British se tuvo que disculpar por la campaña de "juego sucio".

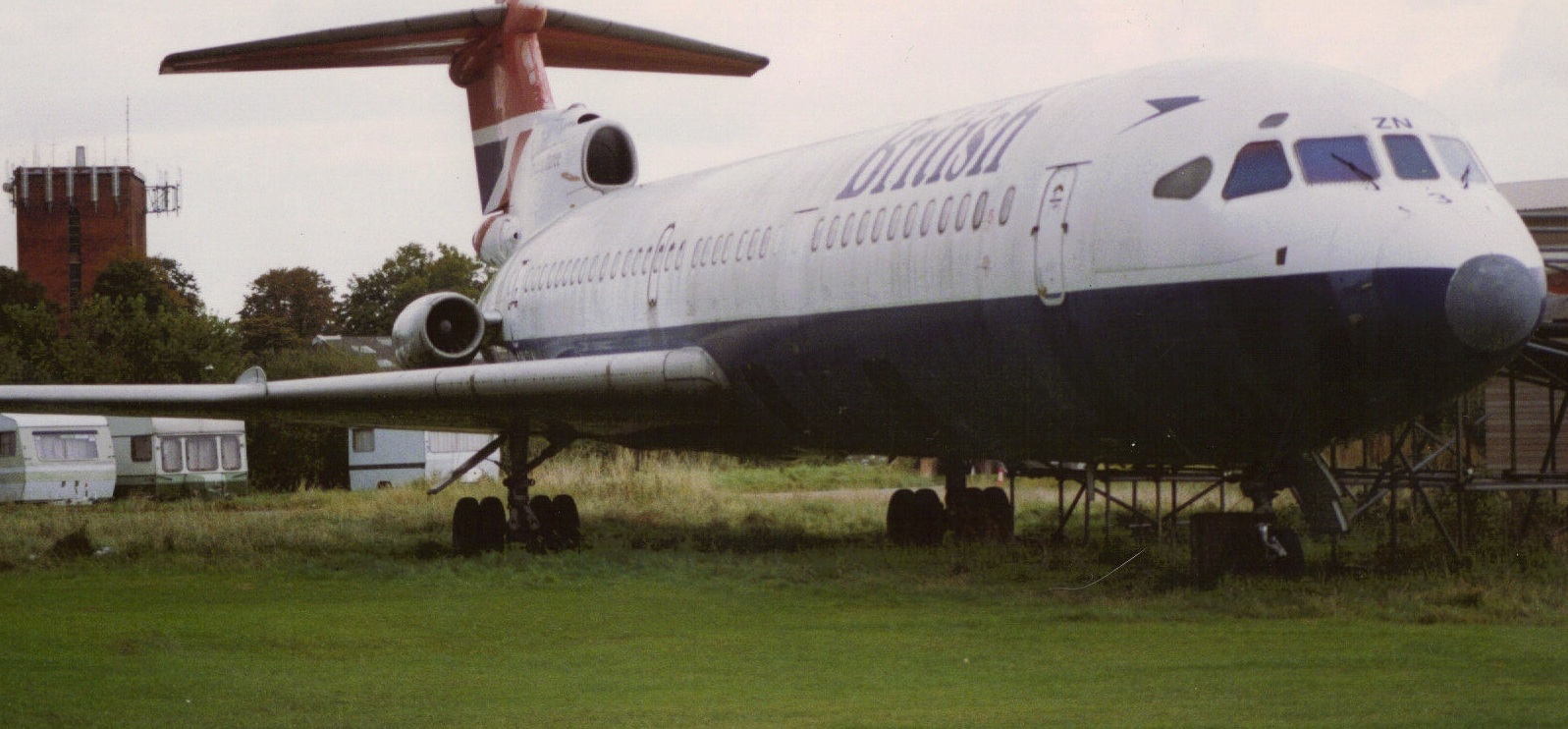
Hawker Siddeley Trident de British Airways con la librea presente en 1974-1984 con los títulos "British" agrandados.

Seis meses después de la campaña de "juego sucio", lord King dimitió como presidente en 1993 y fue reemplazado por el antiguo diputado Colin Marshall, mientras que Robert Ayling tomaba posesión del cargo de CEO. Los logros bajo su gestión incluyeron recortes de costes valorados en 750 millones de libras esterlinas y la creación de Go en 1998. Sin embargo, un año más tarde, en 1999, la compañía reportó un descenso de los beneficios en un 84 por ciento, su peor dato en los últimos siete años. En marzo de 2000, Robert Ayling fue retirado de su cargo y British Airways anunció a Rod Eddington como su sucesor. Eddington basó su mandato en seguir la reducción en la fuerza de trabajo, como respuesta a la caída de la demanda tras los ataques del 11 de septiembre en 2001. El 8 de septiembre de 2004, la aerolínea anunció que iba a vender su 18,5 por ciento del accionariado de Qantas.

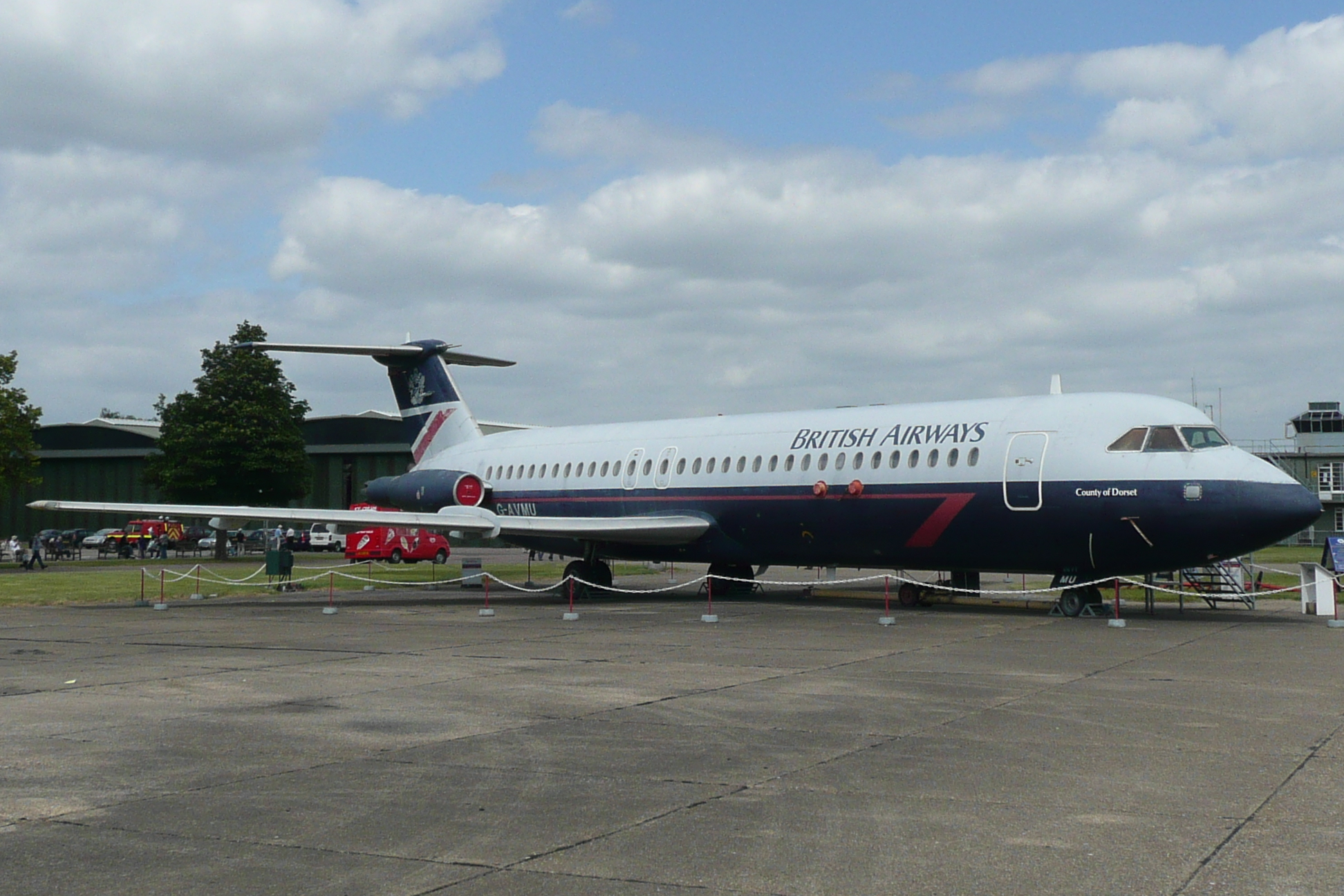
Un BAC 1-11 de British Airways con la librea Landor.

En septiembre de 1998, junto con American Airlines, Cathay Pacific Airways, Iberia L.A.E., Qantas y la ahora desaparecida Canadian Airlines, los directivos firmaron un acuerdo para formar la alianza de aerolíneas Oneworld con el objetivo de mejorar su capacidad de competir con los miembros cada vez mayores de Star Alliance. Oneworld comenzó sus operaciones el 1 de febrero de 1999 y ha continuado su crecimiento desde su fundación hasta llegar a incluir a once aerolíneas más dos pendientes de entrada, lo que la ha llevado de este modo a convertirse en una de las mayores alianzas de aerolíneas, por detrás solamente de SkyTeam y Star Alliance.
En septiembre de 2005, el nuevo CEO Willie Walsh, antiguo piloto y posteriormente jefe de Aer Lingus, tomó las riendas de la compañía.
En enero de 2008, British Airways presentó su nueva filial, OpenSkies, que se encargaría de tomar ventaja de la liberalización de los derechos de tráfico transatlánticos entre Europa y los Estados Unidos. OpenSkies vuela sin escalas desde París a Nueva York y Washington D.C.
En julio de 2010, la aerolínea británica recibió permiso de los reguladores europeos de aviación, la Comisión Europea, para fusionarse con la aerolínea española Iberia, y coordinar con American Airlines la política de tarifas y de rutas regulares transatlánticas. El 20 de julio de 2010, el Departamento de transportes de los Estados Unidos aprobó el acuerdo con American Airlines, lo que puso punto final a la decisión tomada el 13 de febrero de 2010. Se espera que el acuerdo ayude a ahorrar a la compañía británica 560 millones de libras cada año una vez que los sobrecostes entre las aerolíneas hayan sido totalmente suprimidos. British Airways cesó su cotización en la bolsa de Londres el 21 de enero de 2011, tras aproximadamente veinticuatro años como miembro permanente del FTSE 100. El movimiento se efectuó como preparación para la fusión con Iberia, mientras que la entidad resultante de la fusión, International Airlines Group, se convirtió en el nombre bajo el que cotiza actualmente la compañía.
El 4 de octubre de 2010, British presentó uno de sus últimos Boeing 757 (G-CPET) con una librea 'retro', para celebrar la retirada de su flota de 757 tras veintisiete años de servicio. El avión, bautizado como Castillo de Stokesay (Stokesay Castle) está decorado con una librea idéntica a la que llevaron los 757 durante su introducción en flota, como cliente de lanzamiento, en febrero de 1983. Este avión llevó a cabo su último vuelo de pasajeros el 6 de noviembre de 2010, los ingresos del vuelo fueron donados a la organización caritativa Flying Start gestionada conjuntamente por British Airways y Comic Relief.

### El Concorde

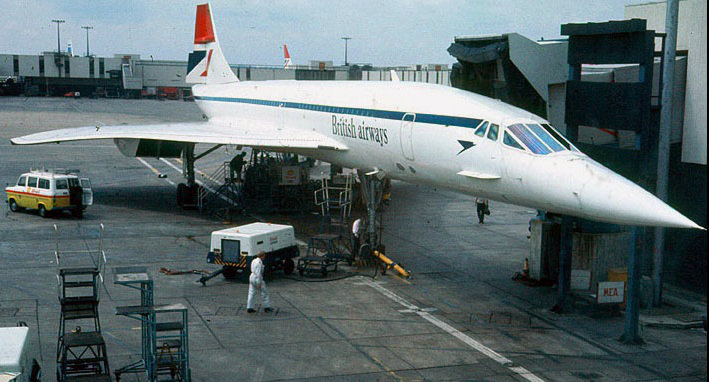
Concorde de British Airways en el Aeropuerto de Londres-Heathrow.

Junto a Air France, British fue una de las dos únicas aerolíneas que operó el avión supersónico Aerospatiale-BAC Concorde; la inauguración de su primer vuelo supersónico de pasajeros fue en enero de 1976, desde Londres-Heathrow a Baréin. Los servicios a la costa este de los Estados Unidos, para los que había sido designado el Concorde, se inauguraron con un vuelo al aeropuerto de Washington Dulles el 24 de mayo de 1976 y con vuelos al aeropuerto de Nueva York JFK que comenzaron el 22 de septiembre de 1977. A estos destinos pronto le siguió Singapur en cooperación con Singapore Airlines como una continuación del vuelo a Baréin. Las operaciones del Concorde pronto se ampliaron con la inauguración de vuelos chárter en 1982 y un vuelo a Miami (operado como continuación del vuelo a Washington) que comenzó en marzo de 1984. Otros destinos interesantes sugeridos para el Concorde, como Tokio, en Japón, y Sídney, en Australia nunca se vieron como viables en la realidad.
King reconoció el prestigio que el Concorde trajo a la aerolínea y, mediante la adquisición de los derechos al gobierno, hizo que diesen beneficios en tan solo un año. Según los gestores de British Airways, las cifras de ocupación del avión pasaron de un 40-45 % de capacidad de pasajeros a que en 1985 la media de la capacidad de pasajeros por vuelo usada fuese del 65 %. BA usó el Concorde para ganar clientes de negocios y garantizó mejorías en el servicio en los vuelos de regreso a bordo del Concorde para los ejecutivos afiliados a la aerolínea, un factor clave para ganar ejecutivos a sus competidores transatlánticos. Aunque la compañía no presentó números concretos, los periodistas estimaron que el servicio de Heathrow a Nueva York generaba un beneficio operativo anual de 20 millones de libras esterlinas a comienzos de la década de 2000.
Tras el accidente del Concorde del Air France en París y la drástica reducción de demanda de viajes aéreos tras los atentados terroristas del 11 de septiembre de 2001 en Nueva York, el 23 de abril de 2003 se anunció que tanto Air France como British Airways cancelarían todos sus vuelos con el Concorde a finales de octubre de 2003, tras veintisiete años de servicio. El último vuelo comercial del Concorde tuvo lugar como BA002 desde Nueva York JFK a Londres Heathrow el 24 de octubre de 2003.

## IAG, la fusión controvertida con Iberia

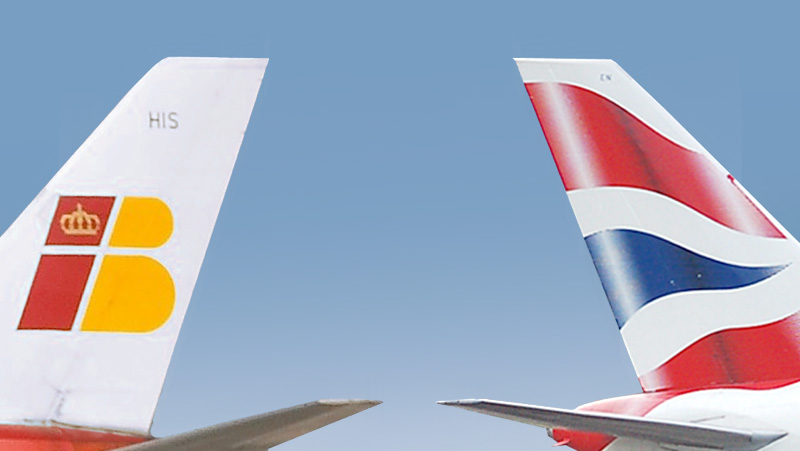
British Airways e Iberia anunciaron su fusión en abril de 2010, lo que dio lugar a la aparición de International Airlines Group, una de las mayores aerolíneas del mundo.

El 30 de julio de 2008, British Airways y la aerolínea española Iberia, ambas compañeras previamente en Oneworld, anunciaron un plan para fusionarse que supondría la unión de ambas fuerzas laborales en una transacción de acciones mientras mantenían sus marcas separadas, algo parecido a lo ocurrido entre KLM y Air France en su propio acuerdo de fusión. El 12 de noviembre de 2009, la aerolínea británica confirmó que había alcanzado un acuerdo para fusionarse con Iberia. La fusión entre ambas aerolíneas europeas daría lugar a la tercera mayor aerolínea del mundo en cuanto a ingresos anuales se refiere y el segundo mayor grupo de Europa. El acuerdo fue refrendado el 8 de abril de 2010, y se esperaba que estuviese concluido el proceso a finales de 2010. El 6 de octubre de 2010, la alianza entre British Airways, American Airlines e Iberia inició formalmente sus operaciones por primera vez.
No obstante, el proceso de fusión está siendo muy controvertido. British Airways reconoce, en el Documento de Registro de IAG, publicado en la CNMV con fecha 26 de octubre de 2010, que uno de sus graves riesgos es que las "obligaciones contraídas por sus dos Planes de Pensiones de prestación definida son sustanciales y están sujetas a variación", reconociendo en la última valoración actuarial un déficit de 3700 millones de libras, cuantía que incluso supera a la propia capitalización de toda la nueva empresa fusionada IAG (aprox. 4000 millones de euros). No obstante, British Airways no duda en afirmar en su Memoria Anual 2011 ("Annual Report and Accounts Year ended 31 December 2011") la posibilidad de que incluso el déficit en 2013 sea aún mayor. El Regulador de Pensiones británico (Pensions Regulator) tiene amplias facultades recogidas en el art 1 de la Ley de Pensiones del 2004 (Pensions Act 2004) por las que puede imponer a Iberia o IAG, por su relación con British Airways, la obligación de un apoyo financiero adicional a los citados déficits de los planes de pensiones de los empleados británicos.
La compañía británica poseía un 13,5 % del accionariado en Iberia, pero recibió un 55 % de las acciones del nuevo grupo combinado, que se decidió llamar “International Airlines Group”, mientras que los accionistas de Iberia recibirían el 45 % restante de la compañía. La entidad que ha resultado de la fusión opera 419 aeronaves, transporta a más de 62 millones de pasajeros anualmente y opera a más de 200 destinos. Se esperan unos recortes en los costes de unos 400 millones de euros cada año. La sede operacional está ubicada en Londres, pero la sede ejecutiva está situada en Madrid. Las reuniones de la directiva tendrán lugar en Madrid tras haber sido la compañía incorporada de acuerdo a la legislación española como una "sociedad anónima" (anonymous society), y la compañía que aglutina a ambas aerolíneas pagará todos sus impuestos en España.
El 14 de julio de 2010, la Comisión Europea otorgó a ambas aerolíneas el permiso para fusionarse así como el permiso para incluir a American Airlines en la cooperación entre los precios de los billetes y la programación de las rutas regulares transatlánticas de las tres aerolíneas. El 20 de julio de 2010, el Departamento de Transportes de los Estados Unidos aprobó el acuerdo con American Airlines, lo que marcó la consecución de la idea gestada el 13 de febrero del mismo año. Se esperaba que el acuerdo pudiera materializarse en operaciones antes del final de 2010. Se espera que la alianza con American Airlines propicie un recorte de costes de unos 230 millones de libras a British Airways, además del recorte de 330 millones de libras que se espera cada año con la fusión con Iberia.
En septiembre de 2010, Willie Walsh, el CEO de IAG, anunció en Mumbai que el nuevo grupo emergente tenía planeado adquirir otras aerolíneas, específicamente las de mercados emergentes. También dio una pequeña lista de doce posibles aerolíneas que serían factibles de ser incluidas en el nuevo grupo que se acababa de crear. Entre todas las demás destacan LAN Chile, American Airlines, Cathay Pacific Airways, Qantas, Aer Lingus, Finnair, Kingfisher Airlines y Japan Airlines.
Ambas aerolíneas concluyeron finalmente su proceso de fusión el 21 de enero de 2011. Los accionistas de British Airways e Iberia aprobaron la fusión el 29 de noviembre de 2010, lo que posibilitó la creación de la tercera mayor aerolínea del mundo por ingresos anuales.

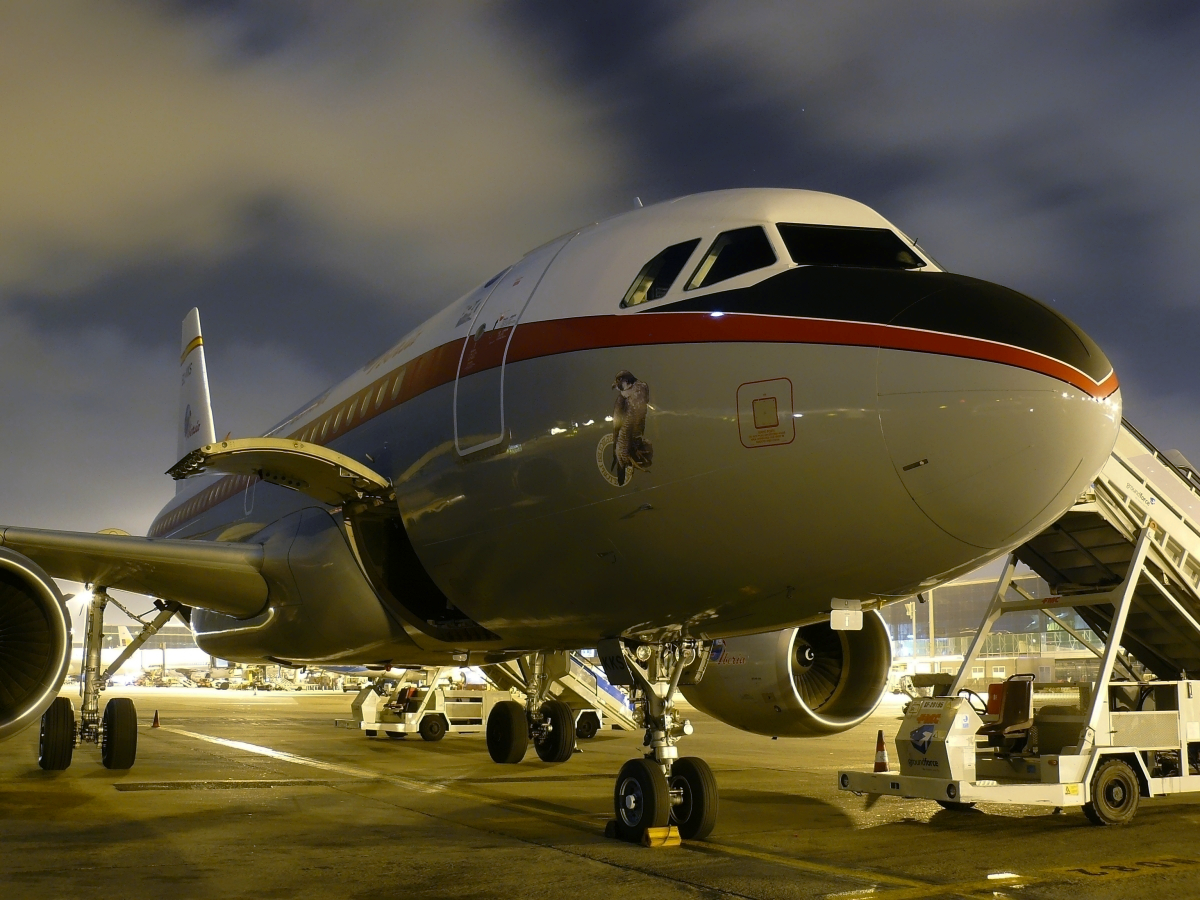
Airbus A319 de Iberia con librea retro.

## Asuntos corporativos
British Airways cotiza en la Bolsa de Londres y es uno de los principales valores del Índice FTSE 100 bajo el título de International Airlines Group tras la fusión de la aerolínea británica con Iberia el 21 de enero de 2011, con lo que inició su cotización como valor el 24 de enero de 2011.

### Sede central

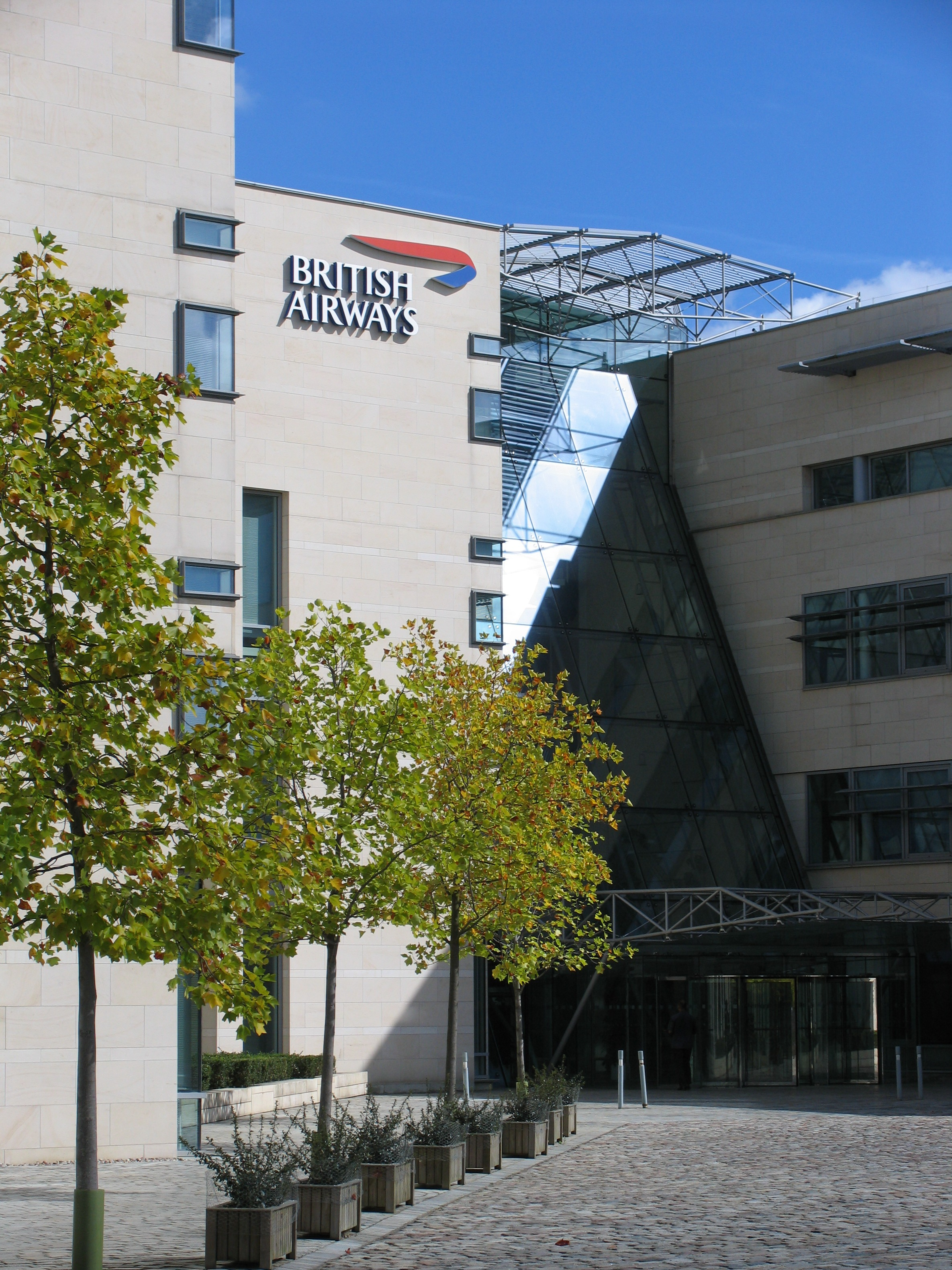
Waterside, la sede central de British Airways.

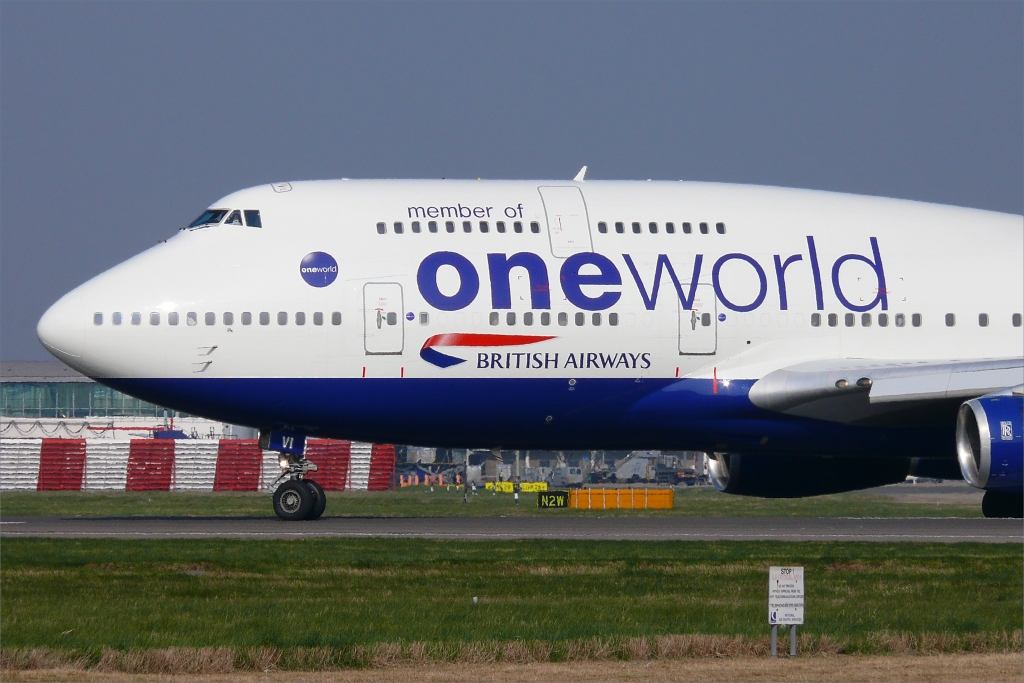
Un Boeing 747-400 de British Airways con una librea especial de Oneworld en el aeropuerto de Londres-Heathrow, Inglaterra.

La compañía tiene su sede central en Waterside, en Harmondsworth, Borough de Londres de Hillingdon, Inglaterra. La construcción de Waterside finalizó en junio de 1998 para reemplazar la antigua sede de la aerolínea británica Speedbird House, en los terrenos del aeropuerto de Londres-Heathrow. Esta antigua sede es comúnmente conocida como "Birdseed House".

### Perfil financiero
* Recalculo por la entrada en los cálculos de la aerolínea regional ejecutiva BA Connect.

### Operaciones
La aerolínea tiene una licencia de operación tipo A otorgada por la Dirección de Aviación Civil del Reino Unido, que le permite transportar pasajeros, carga y correo en los aviones con veinte o más asientos.
British Airways es la mayor aerolínea de Gran Bretaña en cuanto a tamaño de flota, vuelos internacionales y destinos internacionales se refiere y hasta 2008 también fue la aerolínea con más pasajeros transportados. Transportó a 34,6 millones de pasajeros en 2008, pero la aerolínea rival de bajo coste easyJet transportó a 44,5 millones de pasajeros en ese mismo año, lo que la convierte en la primera capaz de arrebatarle el título a la compañía.
La base de operaciones principal de British Airways está en el aeropuerto de Londres-Heathrow (al oeste de Londres, Inglaterra), pero también tiene una importante presencia en el aeropuerto de Londres-Gatwick y tiempo atrás se contó con una importante base de operaciones en el Aeropuerto de Mánchester. Sin embargo, la base de operaciones de Mánchester y los vuelos internacionales desde fuera de Londres fueron cancelados después de que la aerolínea vendiera su filial, BA Connect, a causa de sus escasos beneficios. Los pasajeros que deseen viajar internacionalmente con BA ya sea desde o hacia algún destino regional del Reino Unido deben ahora efectuar un transbordo en Londres. El aeropuerto de Heathrow en particular está dominado por la aerolínea, debido a que posee el 40 % de los permisos de aterrizaje y despegue disponibles en el aeropuerto.
El 27 de marzo de 2008, la compañía británica trasladó al menos la mitad de su equipo de operaciones, equipamiento y aeronaves a la nueva Terminal 5. La gran mayoría de vuelos de la aerolínea con origen o destino en Heathrow operan desde la Terminal 5, con la excepción de unos pocos vuelos que son operados desde la Terminal 3. Las operaciones en la T3 de esta compañía incluyen vuelos en código compartido de largo alcance y a destinos europeos.
En agosto de 2007, British Airways accedió a declararse culpable y pagar una multa de trescientos millones de dólares después de haber sido descubierta por la unidad antifraude de los Estados Unidos por la conspiración para fijar los precios de la carga aérea.
En noviembre de 2010, la aerolínea británica fue multada con 104 millones de euros por la Comisión Europea tras una investigación respecto a los acuerdos para acordar el precio de los billetes.

### Filiales, franquicias y participación accionarial
Filiales
- BA Cityflyer
- OpenSkies
- British Airways World Cargo
- BAMC y British Airways Engineering

BA Cityflyer es una filial con aviones Embraer y base en el Aeropuerto de la Ciudad de Londres. En diciembre de 2008, firmó un contrato con Embraer para modernizar su flota con once aviones Embraer E-Jet que efectuarán el reemplazo de los aviones Avro RJ existentes. BA Cityflyer opera en torno a 250 vuelos semanales desde el aeropuerto de la Ciudad de Londres (London City).
La compañía fue previamente la propietaria única de Airways Aero Associations Limited, que opera el Aeroclub de British Airways y cuenta con su propio aeropuerto bajo la marca British Airways en el Aeroparque Wycombe, High Wycombe.
Con la creación de un acuerdo de cielos abiertos entre Europa y los Estados Unidos en marzo de 2008, la compañía británica estableció una nueva aerolínea filial llamada OpenSkies (anteriormente conocida como "Project Lauren"). La compañía aérea inició sus operaciones en junio de 2008, y en la actualidad vuela directamente de París a Nueva York JFK y Washington Dulles.
La antigua BEA Helicopters fue rebautizada como British Airways Helicopters en 1974 y operó vuelos de pasajeros y de traslado de personal de apoyo a las plataformas petrolíferas hasta su venta en 1986.
Franquicias
- Comair, con base en Sudáfrica, franquicia desde 1996.[64]
- Sun Air of Scandinavia, con base en Dinamarca, franquicia desde el 1 de agosto de 1996.[65]

Participación accionarial
- British Airways posee un 13,5 % de las acciones en la aerolínea española Iberia.[38]
- British Airways obtuvo un 15 % de las acciones de la aerolínea regional británica Flybe, tras la venta a esta última de BA Connect en marzo de 2007.[66]
- BA también posee un 10 % de las acciones en InterCapital and Regional Rail (ICRR), la compañía que gestiona las operaciones del Eurostar.[67]

### British Airways World Cargo
BA es, a través de su filial British Airways World Cargo, la duodécima mayor aerolínea de carga del mundo en función del transporte aéreo toneladas-kilómetro anualmente. BA World Cargo ofrece la oportunidad de transporte de carga global a través de las rutas que opera la compañía matriz. Además de su flota principal, BA World Cargo cuenta con tres aviones Boeing 747-400F alquilados con tripulación de Global Supply Systems con una base de contrato indefinido, así como con el uso del espacio de carga vacío en cargueros operados por otras compañías. Los servicios de carga especializada aportan a British Airways World Cargo la oportunidad de llegar a destinos no disponibles en la red de rutas de pasajeros.
En 2010, se anunció que BAWC alquilaría tres Boeing 747-8F de Global Supply Systems para reemplazar los 747-400 existentes. Los aviones de reemplazo están pintados con un esquema de pintura de la aerolínea matriz.
British Airways abrió un centro de carga mundial en Heathrow a finales de los noventa. Como centro avanzado automático de gestión de carga, puede gestionar cargas de alto valor, inusuales, o perecederas, de las que se gestionan 80 000 toneladas cada año. BA World Cargo también maneja carga en los aeropuertos londinenses de Gatwick y de Stansted, y, junto con British Airways Regional Cargo, en todos los aeropuertos regionales importantes de todo el Reino Unido.

### Relaciones sindicales
Entre el personal que trabaja para British Airways están representados un buen número de marcas y uniones sindicales, entre las que destacan:
- BALPA, que presenta a los pilotos
- BASSA, que representa a algunos de los tripulantes de cabina
- Unite the Union para otros empleados

British Airways, bajo la gestión de Bob Ayling, se enfrentó a jornadas masivas de huelgas de los tripulantes de cabina de pasajeros con un coste superior a los mil millones de libras esterlinas que supuso no regresar a los beneficios por parte de la compañía hasta 1997. Los tripulantes de cabina de pasajeros de la aerolínea no volvieron a manifestarse hasta 2009. Tras las diversas jornadas de huelgas, y el programa del recorte de costes implementado por Ayling, la moral del personal quedó muy tocada lo que influyó en la calidad desde entonces. La aerolínea tuvo mucho éxito al obtener un protocolo aceptado por más de 1800 gestores y 220 representantes sindicales. El proceso de trabajo estaba enfocado a un refuerzo en la colaboración entre los dos grupos.
En 2005, se llevó a cabo una huelga salvaje por parte de los representantes sindicales para mostrar su disconformidad respecto a la decisión Gate Gourmet de despedir a 670 trabajadores y reemplazarlos con personal de agencias tras la no renovación del contrato con British Airways. Se ha estimado que esta huelga costó a la aerolínea británica más de treinta millones de libras y además supuso dejar en tierra a 100 000 pasajeros.
En octubre de 2006, se produjo una disputa sobre el derecho de un trabajador cristiano de mostradores de facturación respecto a llevar un símbolo religioso de manera visible. El trabajador perdió el recurso en el tribunal laboral en enero de 2008.
En 2007, las tripulaciones de cabina de pasajeros intentaron efectuar manifestaciones para protestar contra los cambios en los salarios impuestos por la directiva de la compañía. Si bien se convocaron manifestaciones estas fueron canceladas antes de llegar a la fecha señalada, lo que propició, no obstante, que la aerolínea británica perdiese ochenta millones de libras esterlinas.
Las relaciones entre British Airways y los sindicatos han sido convulsas, especialmente en 2009 y 2010 con el deseo de llevar a cabo diversos cambios propuestos en las condiciones de trabajo de las tripulaciones de aeronaves respecto a la crisis financiera global. Se pensó efectuar una manifestación en torno a diciembre de 2009 para protestar respecto a las variaciones en las condiciones de trabajo que supondría un daño aún mayor al juntarse las acciones previstas con las navidades de 2009. Esta acción sindical fue bloqueada por la interposición de una denuncia en los juzgados que declararon la tentativa de huelga como ilegal. Se intentó nuevamente ir a la huelga en febrero. Tras las negociaciones fallidas para detener las acciones de huelga en marzo, la compañía amenazó con acciones empresariales para aquellos que participasen en las manifestaciones. Las alegaciones efectuadas en el periódico The Guardian de que la compañía había efectuado consultas sobre como minar la operación de los sindicatos en la aerolínea fueron demostradas como falsas.
Se anunciaron nuevas manifestaciones para mayo de 2010 y British Airways presentó una nueva denuncia que se amparó en un tecnicismo que fue inicialmente aceptado, pero posteriormente rechazado en el transcurso de lo que pretendía ser el primer día de movilizaciones. Los intentos de huelga se retrasaron después de que los miembros del Partido Socialista de los Trabajadores rompiesen las negociaciones entre los dirigentes de la aerolínea y los líderes sindicales de Unite the Union. Las negociaciones se cancelaron posteriormente cuando el colíder de Unite Derek Simpson fue descubierto cuando hacía uso de su Blackberry personal para actualizar su cuenta de Twitter con el progreso de las negociaciones confidenciales bajo el servicio de la dirección de conciliación Acas.

## Destinos

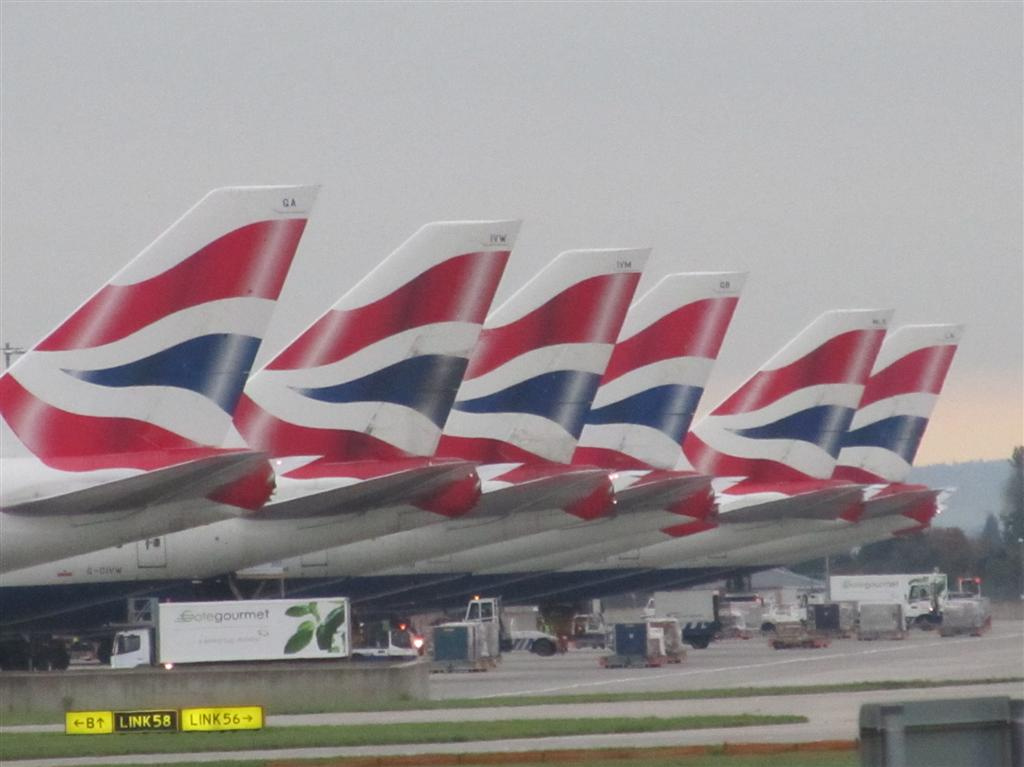
Aviones de British Airways en la Terminal 5 de Londres Heathrow.

British Airways opera aproximadamente 150 destinos, que incluyen seis destinos domésticos. Es una de las diez únicas aerolíneas que vuela a los cinco continentes permanentemente habitados (las otras nueve aerolíneas son Air China, Delta, Etihad, Emirates, LATAM Airlines, Qantas, Qatar Airways, South African Airways y United Airlines).

## Colaboración

### Comercial
Acuerdos de código compartido
Además de los códigos compartidos inherentes a los mantenidos con los miembros de la alianza Oneworld, y sus franquicias y filiales, la aerolínea tiene acuerdos de código compartido con:
- Aer Lingus
- airBaltic
- Bangkok Airways
- China Eastern Airlines
- China Southern Airlines
- Iberia (aerolínea)
- LATAM Brasil
- LATAM Chile
- Loganair
- TAAG Angola Airlines
- Vueling

### Tecnología
En abril de 2000 la compañía británica seleccionó la plataforma Altéa de Amadeus para reemplazar su sistema de servicio al pasajero conocido como BABS. La migración al nuevo sistema de reservas e inventario se completó en 2002.

## Flota
Con la excepción de los Boeing 707 y las primeras variantes del Boeing 747 de BOAC, la aerolínea formada en 1972-4 heredó una flota de aviones de origen principalmente británico. En los años ochenta introdujo el Boeing 737 y el Boeing 757 en su flota, que fueron pronto seguidos por los Boeing 747-400, los Boeing 767 y los Boeing 777 en los noventa.
Los aviones de Boeing para British Airways tienen designado el código de cliente 36, que aparece en la designación de sus aviones como un sufijo, del siguiente modo: 737-436, 747-436 y 777-236.
Aunque la compañía utiliza una gran flota de aviones de Boeing, ha operado desde siempre aviones de otros constructores. Los aviones presentes en British en el momento de su creación fueron transferidos desde BEA (por ejemplo el Trident) y desde BOAC (por ejemplo el VC10), y en los ochenta la aerolínea adquirió el Lockheed L-1011. También han sido operados los DC-10 y los Airbus A320-100 a través de la adquisición de British Caledonian Airways en los ochenta. En agosto de 1998, la aerolínea británica efectuó su primer pedido directo a Airbus, por 59 A320/A319, para reemplazar su anticuada flota de aviones Boeing 737 y de A320-100. La compañía reemplazó su flota de aviones trimotor de L-1011 y DC-10 por los aviones bimotor más eficientes, Boeing 767 y 777 en los años noventa. En septiembre de 2007, efectuó su primer pedido de aviones de Airbus de largo alcance, consistente en un pedido en firme de doce Airbus A380 y siete opciones adicionales. Los Boeing 757 de BA están en la actualidad retirados del servicio activo en la flota de la compañía.
La flota de British Airways incluye las siguientes aeronaves a octubre de 2023:

### Destinos con Airbus A380 y el Boeing 787-Dreamliner
Rutas del A380
Estos son los destinos que en la actualidad con este equipo.
| Ciudades por países           | Nombre del aeropuerto                      | Observación |
| ----------------------------- | ------------------------------------------ | ----------- |
| Vancouver, Canadá             | Aeropuerto Internacional de Vancouver      |             |
| Hong Kong, China              | Aeropuerto Internacional de Hong Kong      |             |
| Boston, Estados Unidos        | Aeropuerto Internacional de Boston         |             |
| Los Ángeles, Estados Unidos   | Aeropuerto Internacional de Los Ángeles    |             |
| Miami, Estados Unidos         | Aeropuerto Internacional de Miami          |             |
| San Francisco, Estados Unidos | Aeropuerto Internacional de San Francisco  |             |
| Washington, Estados Unidos    | Aeropuerto Internacional Washington Dulles |             |
| Singapur, Singapur            | Aeropuerto Internacional de Singapur       |             |
| Johannesburgo, Sudáfrica      | Aeropuerto Internacional de Johannesburgo  |             |

Rutas del Boeing 787-8 Dreamliner
Estos son los destinos que en la actualidad con este equipo.
| Ciudades por países           | Nombre del aeropuerto                           | Observación |
| ----------------------------- | ----------------------------------------------- | ----------- |
| Calgary, Canadá               | Aeropuerto Internacional de Calgary             |             |
| Montreal, Canadá              | Aeropuerto Internacional Pierre Elliott Trudeau |             |
| Toronto, Canadá               | Aeropuerto Internacional Toronto Pearson        |             |
| Chengdú, China                | Aeropuerto Internacional de Chengdú-Shuangliu   |             |
| Nueva Orleans, Estados Unidos | Aeropuerto Internacional Louis Armstrong        |             |
| Seúl, Corea del Sur           | Aeropuerto Internacional de Incheon             |             |
| Filadelfia, Estados Unidos    | Aeropuerto Internacional de Filadelfia          |             |
| Hyderabad, India              | Aeropuerto Internacional de Hyderabad           |             |
| Tel Aviv, Israel              | Aeropuerto Internacional de Ben Gurion          |             |

Rutas del Boeing 787-9 Dreamliner
| Ciudades por países              | Nombre del aeropuerto                           | Observación |
| -------------------------------- | ----------------------------------------------- | ----------- |
| Abu Dabi, Emiratos Árabes Unidos | Aeropuerto Internacional de Abu Dabi            |             |
| Austin, Estados Unidos           | Aeropuerto Internacional de Austin-Bergstrom    |             |
| Boston, Estados Unidos           | Aeropuerto Internacional de Boston              |             |
| Ciudad de México, México         | Aeropuerto Internacional de la Ciudad de México |             |
| San José, Estados Unidos         | Aeropuerto Internacional de San José            |             |
| Delhi, India                     | Aeropuerto Internacional Indira Gandhi          |             |
| Kuala Lumpur, Malasia            | Aeropuerto Internacional de Kuala Lumpur        |             |
| Tokio, Japón                     | Aeropuerto Internacional de Haneda              |             |
| Santiago de Chile, Chile         | Aeropuerto Internacional Arturo Merino Benítez  |             |
| Mascate, Omán                    | Aeropuerto Internacional de Mascate             |             |

### Elección de motores
La mayor parte (77 %) de la flota de BA está impulsada por los motores Rolls-Royce o la alianza IAE, de la que Rolls-Royce es una importante participante. El 23 % restante de la flota está dividida en partes iguales entre General Electric y el consorcio CFM International:
Rolls-Royce
- El RB211-524 aporta potencia a toda la flota de aviones Boeing 747-400 y Boeing 767.
- El Trent 800 aporta potencia a diecinueve de los Boeing 777.

International Aero Engines (IAE)
- Todos los Airbus A319 y Airbus A321, así como treinta y siete de los Airbus A320, obtienen su potencia de las distintas variantes del V2500.

General Electric
- El General Electric GE90 aporta potencia a veintisiete de los 777-200/-200ER y a todos los Boeing 777-300ER.

CFM International
- Diferentes variantes del CFM International CFM56 aportan potencia tanto a los Airbus A318 como a todos los Boeing 737 y a cuatro de los Airbus A320.

### Pedidos de aeronaves recientes
British Airways cuenta con treinta y dos opciones de pedidos de aviones con Airbus, aptas para obtener cualquiera de las variantes de la familia A320. Tiene, además, aseguradas diez opciones de pedidos sobre aviones Boeing 777 pendientes de entrega.
El 27 de marzo de 2007, la compañía ejecutó un pedido de cuatro aviones 777-200ER con opciones a cuatro más, con un coste de venta al público superior a los ochocientos millones de dólares según el precio de catálogo. La compañía ha hecho mención a que este movimiento se debe a una planificación de ampliación de flota. Los primeros Boeing 777 de BA fueron entregados dotados de motores General Electric GE90, pero los ejecutivos se decantaron por el Rolls-Royce Trent 800 para los diecinueve aviones más recientes. Esta elección de motores ha sido continuada con el reciente pedido de cuatro aeronaves, donde se ha elegido el Trent 800 como base de potencia de los nuevos aparatos.

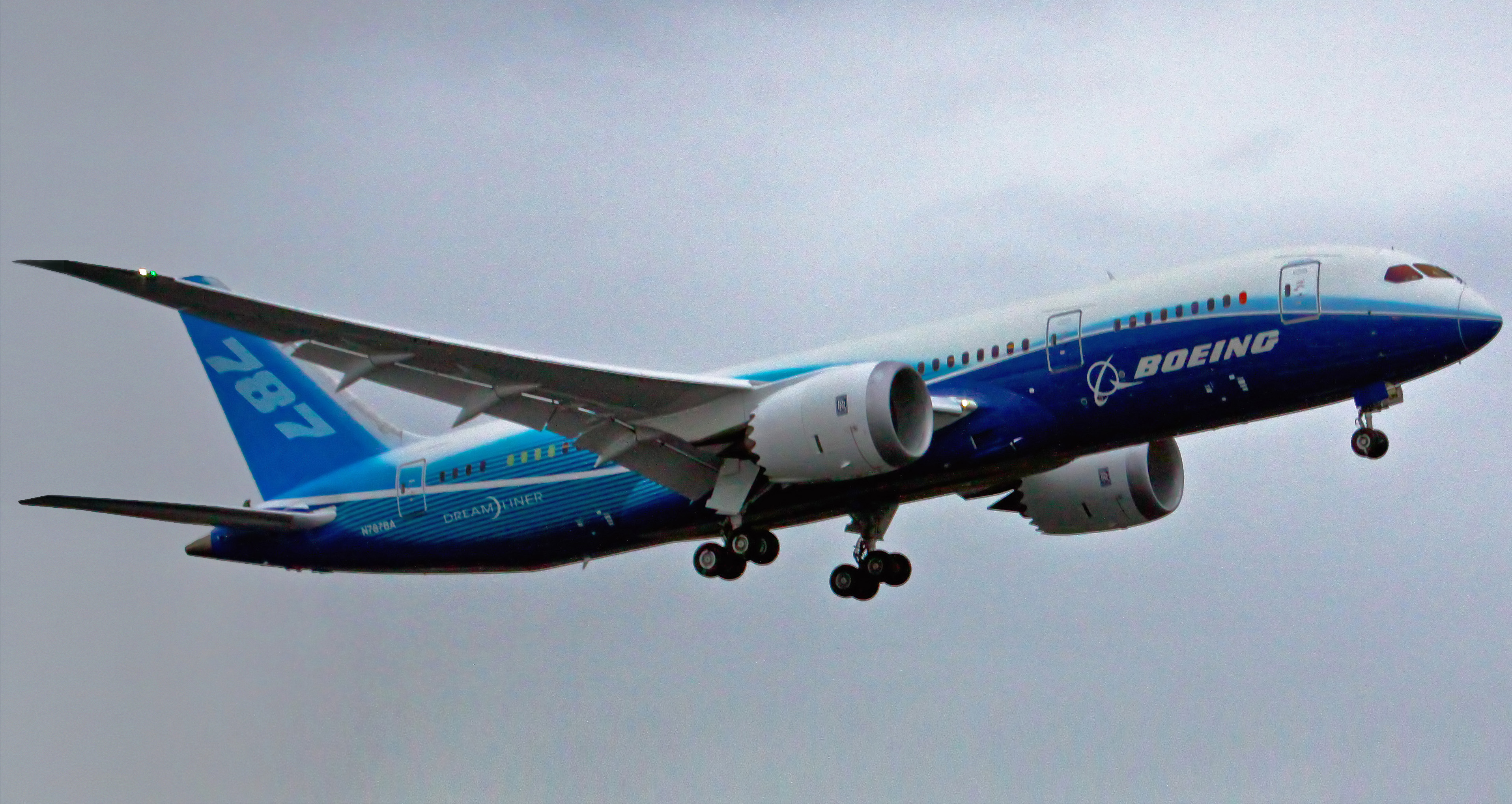
British Airways ha efectuado un pedido por veinticuatro aviones Boeing 787 nuevos, que reemplazarán a los Boeing 767 en su flota, empezando en 2012.

El 27 de septiembre de 2007, la compañía anunció su mayor pedido desde 1998 al ordenar treinta y seis nuevos aparatos de largo alcance. Pidió doce A380 con opción a siete aparatos adicionales, y veinticuatro Boeing 787 con opción a dieciocho aviones más pendientes de ser entregados entre 2012 y 2016. Fueron seleccionados motores Rolls-Royce Trent para ambos pedidos con el Trent 900, que aportará potencia a los A380, y el Trent 1000, que aportará potencia a los 787. El Boeing 787 reemplazará a unos catorce aviones Boeing 767 de la flota mientras que los Airbus A380 reemplazarán a veinte de los Boeing 747-400 más antiguos y serán principalmente destinados a incrementar la capacidad para vuelos desde Londres Heathrow, como será el caso de las rutas de Hong Kong y Los Ángeles.
En septiembre de 2009, British Airways empezó un servicio especial entre el Aeropuerto de la Ciudad de Londres y Nueva York-JFK con el uso de dos Airbus A318 configurados con 32 asientos convertibles en cama de la clase business exclusivamente. El servicio es operado con los números de vuelo previamente reservados al Concorde, BA001, BA002, BA003, y BA004.
El 1 de agosto de 2008, la aerolínea anunció el pedido de seis Boeing 777-300ERs y opción a cuatro más como medida para cubrir los posibles retrasos en la entrega de sus Boeing 787-8 y 787-9. De los seis aviones pedidos, cuatro serán en régimen de alquiler y dos serán adquiridos directamente por British Airways. El 12 de enero de 2009, el CEO Willie Walsh mencionó que la adquisición de los seis aviones Boeing 777-300ER no indicaba que la compañía hubiese desestimado la compra de los Airbus A350 en su programa de renovación de flota y que "la aerolínea esperaba tomar su decisión final a finales de año".

## Flota Histórica
| Avión                   | Introducción | Retirada |
| ----------------------- | ------------ | -------- |
| BAC One-Eleven          | 1974         | 1993     |
| Boeing 707-400          | 1974         | 1984     |
| Boeing 737-200          | 1974         | 2001     |
| Boeing 747-100          | 1974         | 1999     |
| Boeing 747-200          | 1977         | 2001     |
| Concorde                | 1976         | 2003     |
| Hawker Siddeley Trident | 1974         | 1989     |
| Hawker Siddeley HS 748  | 1975         | 1985     |
| Lockheed L-1011 TriStar | 1974         | 1999     |
| Vickers VC10            | 1974         | 1983     |
| Vickers Vanguard        | 1974         | 1975     |
| Vickers Viscount        | 1974         | 1982     |

| Avión                   | Introducción | Retirada |
| ----------------------- | ------------ | -------- |
| Airbus A318             | 2009         | 2020     |
| Airbus A320-100         | 1988         | 2007     |
| Boeing 737-300          | 1988         | 2009     |
| Boeing 737-400          | 1992         | 2015     |
| Boeing 737-500          | 1996         | 2009     |
| Boeing 747-400          | 1989         | 2020     |
| Boeing 757-200          | 1983         | 2010     |
| Boeing 767-200          | 1993         | 1996     |
| Boeing 767-300ER        | 1990         | 2018     |
| Boeing 777-200          | 1995         | 2020     |
| Dash 8-100              | 1993         | 1998     |
| Fokker 100              | 1993         | 1997     |
| Saab 340                | 1990         | 1991     |
| BAe 146-200             | 1989         | 1994     |
| BAe ATP                 | 1989         | 1994     |
| McDonnell Douglas DC-10 | 1988         | 1999     |

## Marketing
El tema musical principal de los anuncios de la aerolínea británica es "The Flower Duet" compuesto por Léo Delibes. Este, y el eslogan "La aerolínea favorita del mundo", se introdujeron en 1989 con el lanzamiento del anuncio icónico de lavado de cara. El eslogan se retiró en 2001, tras ser superada en términos de números de pasajeros por Lufthansa. Sin embargo, la aerolínea todavía usa "Flower Duet" y el tema ha sido modificado en innumerables ocasiones desde 1989. En 2007, se presentó la versión más reciente de esta melodía, con un nuevo eslogan, "Mejora a British Airways" (Upgrade to British Airways).

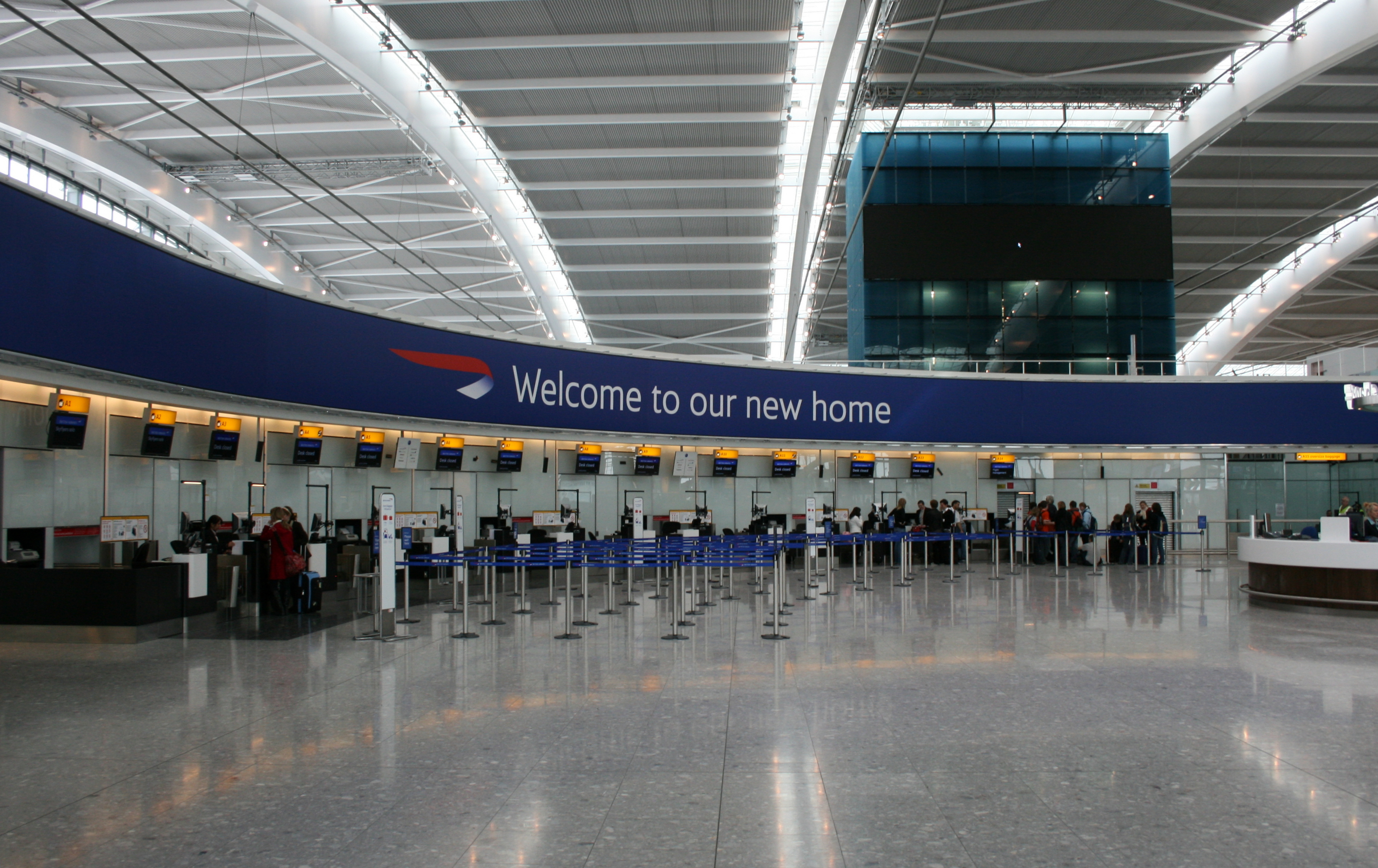
El logo del correcaminos de British Airways marca la entrada a la Terminal 5 de Londres Heathrow.

La agencia de publicidad usada durante veintitrés años por British Airways fue Saatchi & Saatchi, quien creó la mayoría de sus anuncios más famosos, entre los que se incluye la actual imagen corporativa que tan buenos resultados promocionales les dio. Sin embargo, tras la conclusión del contrato de colaboración con la compañía, Saatchi & Saatchi efectuó una imitación de los elementos publicitarios para su aerolínea rival Silverjet en 2007. Desde febrero de 2007, la agencia de publicidad de la aerolínea es Bartle Bogle Hegarty.
Antes de "La aerolínea favorita del mundo", los eslóganes publicitarios fueron:
- "La mejor aerolínea del mundo".
- "Te daremos más cuidados".
- "Vuela con la bandera".

En cuanto a Internet se refiere, en 2002 se introdujo la presencia de la marca British Airways y se le dio a la aerolínea la opción de vender bajo su acrónimo y su código alfabético de aerolínea IATA, "BA", como su dominio de internet (ba.com). Anteriormente, el dominio había sido propiedad de Bell Atlantic.
British Airways es la aerolínea patrocinadora del torneo de tenis del campeonato de Wimbledon, y la aerolínea principal y patrocinadora número uno de los juegos olímpicos y los paralímpicos de 2012. Esta compañía es también la aerolínea oficial de Inglaterra para el Mundial de Fútbol de 2018.

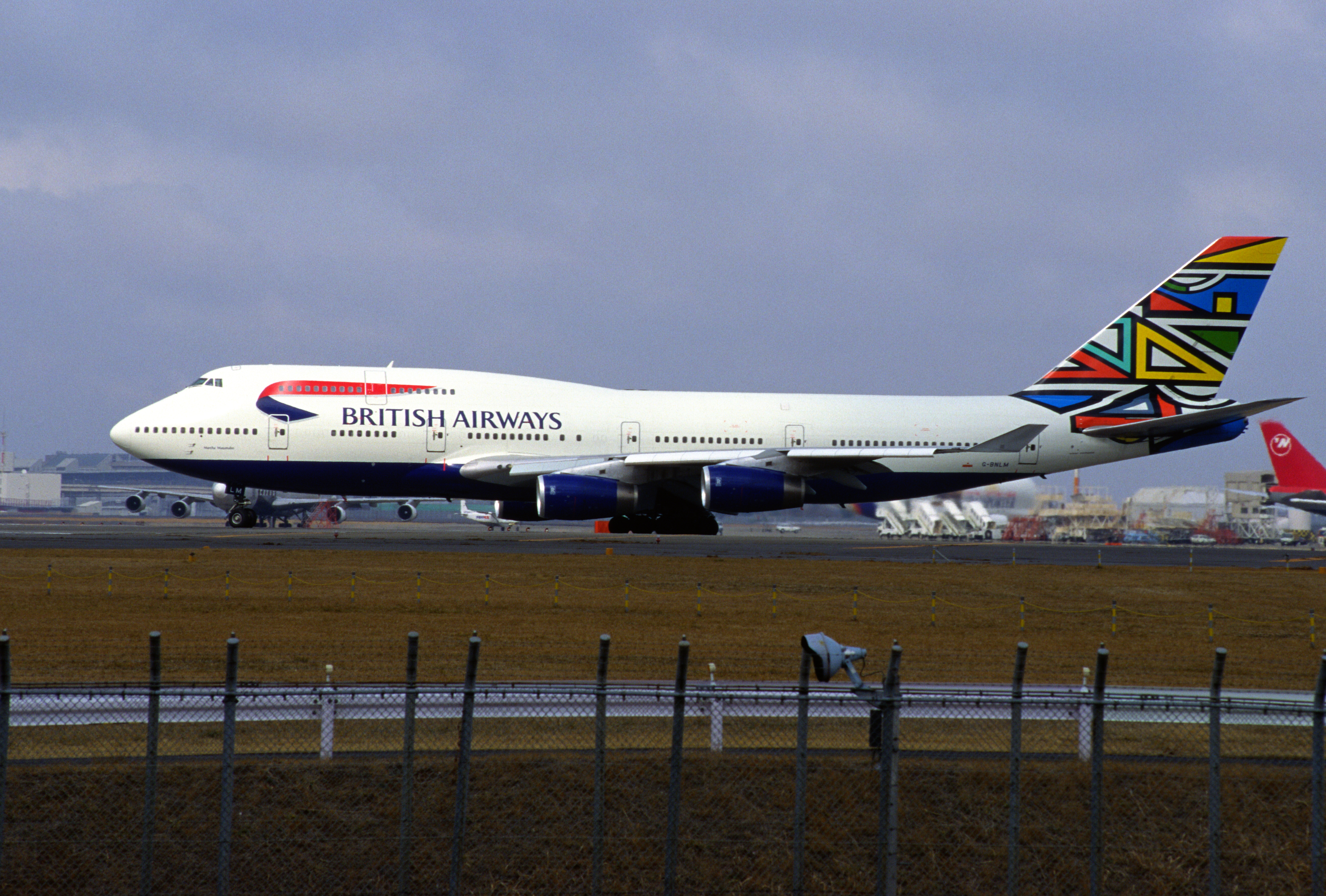
Boeing 747-400, matrícula G-BNLM, de British Airways.

### Derivas de cola
Desde su formación en 1974, en algunos de sus aviones hasta que todos fueron repintados, los aviones de British Airways portaban un esquema de la Bandera de la Unión en sus derivas de cola. El esquema de cola predominantemente rojo cambió con el lanzamiento de una nueva librea diseñada por la agencia de diseño Landor Associates, con sede en la ciudad de Nueva York. La nueva deriva era predominantemente azul oscura y portaba el Escudo de armas de la aerolínea. El 10 de junio de 1997, tuvo lugar un cambio muy controvertido por el uso de los colores de British en logos étnicos e imágenes abstractas del mundo, como el Delftware o la caligrafía china, por ejemplo. Todos los diseños estaban relacionados con aquellos países incluidos en la red de rutas de la compañía. Esto causó problemas con el control del tráfico aéreo: mientras que antes los controladores eran capaces de efectuar un seguimiento relatado al piloto del avión de la aerolínea británica, ahora se topaban con serias dificultades para identificarlos visualmente debido a que cada avión estaba pintado con unos colores y esquemas de color distintos.
Diversas personas mostraron su disconformidad al cambio respecto al tradicional esquema de Bandera de la Unión, entre los que se incluyen la antigua primera ministra Margaret Thatcher, quien cubrió la cola de una maqueta de avión de British Airways con un pañuelo; este momento fue capturado por las cámaras de la BBC News. La aerolínea rival por excelencia de British Airways, Virgin Atlantic, rápidamente adoptó la bandera británica junto con el eslogan "Aerolínea Nacional de Bandera de Gran Bretaña". El 6 de junio de 1999, el CEO de la compañía británica Bob Ayling anunció que todos los aviones de British Airways iban a ser repintados con la Bandera de la Unión, la Union Flag (Chatham Dockyard), basada en el diseño utilizado por primera vez en el Concorde.

## Cabinas

### Corto radio
UK Domestic es la clase turista que la aerolínea ofrece en sus vuelos dentro del Reino Unido. La separación entre asientos es de 31 pulgadas en todos sus aviones y tienen una configuración de cabina de clase única. La comida en estos vuelos depende de los destinos y de la hora del día. En vuelos dentro de Inglaterra antes de las diez de la mañana, se ofrece un desayuno caliente de baguette, mientras que en los vuelos a Escocia se ofrece una bandeja de desayuno caliente. Tras las diez de la mañana hay un servicio de bebidas con un pequeño aperitivo en todos los vuelos.

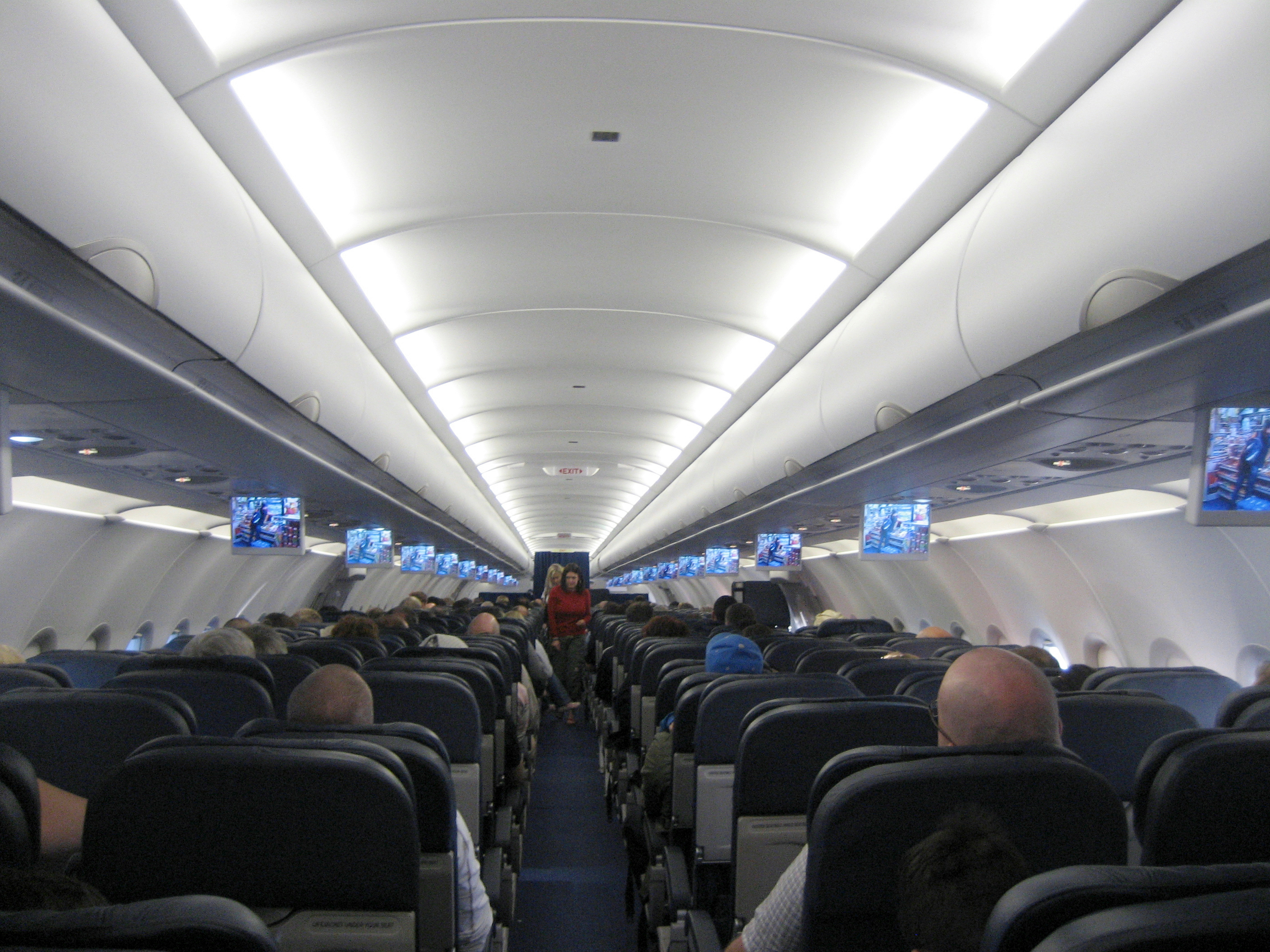
Cabina de corto alcance Euro Traveller.

Business UK está presente en las mismas cabinas que los UK Domestic, pero ofrece como ventajas el contar con un cambio flexible de billete y el libre acceso a las salas vip previos al vuelo.
Euro Traveller es el nombre de la clase turista que la compañía ofrece en los vuelos desde el Reino Unido al resto de Europa. La separación entre asientos es de 31 pulgadas, excepto en los Airbus A321 donde esta separación es de 30 pulgadas. La comida servida a bordo depende de la “franja” de destino (por ejemplo la franja uno corresponde a París, la franja dos a Fráncfort, la franja tres a Roma y la franja cuatro a Atenas). En las franjas uno y dos se sirve un servicio de bar con la elección de aperitivos dulces o salados, en la franja tres se sirve un trozo de carne enrollada y en la franja cuatro se sirven comidas calientes en sus vuelos. En todos los vuelos anteriores a las diez de la mañana se sirve un desayuno frío y se ofrecen bebidas a bordo.
El entretenimiento en vuelo se ofrece en los vuelos de la franja cuatro en todos sus aviones 767-300ER y en aquellos vuelos operados por A320 donde está implementado el sistema de entretenimiento.
Club Europe es el nombre de la clase business de corto radio ofrecida por la aerolínea británica en todos sus vuelos de corto alcance (excepto aquellos que tienen lugar dentro del Reino Unido). Los pasajeros tienen acceso a las salas business de la mayoría de aeropuertos y tienen un servicio de desayuno inglés completo por las mañanas o un 'desayuno extendido' en los últimos vuelos de la mañana (jamón, salami, etc.) y un servicio de té en los vuelos de la tarde. La separación entre asientos en la clase Club Europe es de 31 pulgadas, la misma que en la clase Euro Traveller en la mayoría de los aviones. Club Europe suele contar con el mismo número de asientos que la clase Euro Traveller, pero con la salvedad de que el asiento intermedio nunca se ocupa. Desde el 2 de septiembre de 2009, la clase Club Europe tiene asientos en configuración 2-3 en los aviones de fuselaje estrecho, ya que este cambio fue adoptado progresivamente en toda la flota. El asiento intermedio resultante también se deja libre en esta nueva configuración. La Club Europe se presentó originalmente el 5 de enero de 1988, junto con la clase Club World, presente en la clase business de cabina de los vuelos de largo alcance de British Airways.

### Largo radio
First (rebautizado desde 'FIRST' en 2009) es el servicio de primera clase en los vuelos de largo radio de British Airways y se ofrece en los aviones Boeing 777 y Boeing 787. Hay catorce habitáculos habilitados por avión, cada uno de ellos dotado de una cama de dos metros, una pantalla de entretenimiento en vuelo de 15 pulgadas, enchufes en cada asiento para portátiles y teléfonos móviles. Los menús son mejorados a partir de los de Club World, el producto de clase business de largo radio de British Airways, y ofrece un mayor número de opciones y mejor calidad. Algunos aeropuertos cuentan con mostradores de facturación destinados específicamente para los pasajeros de primera clase, pero en los aeropuertos que no cuentan con mostradores de primera clase, estos pasajeros usan los mostradores de la Club World.

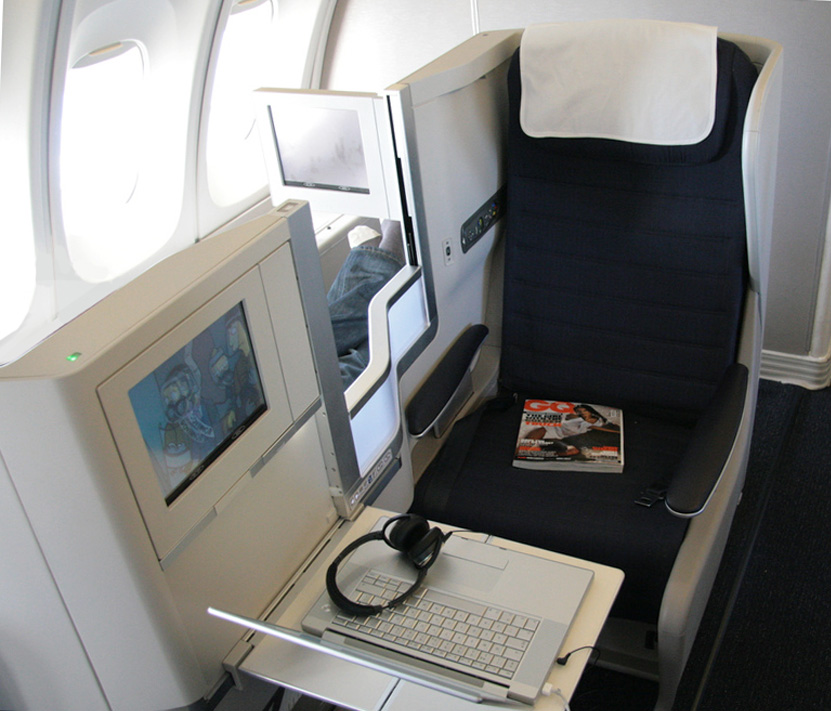
Un asiento de nueva generación de la clase Club World.

En 2009, la aerolínea anunció que el primer gran cambio en las cabinas desde 1996 iba a inaugurarse en enero de 2010, con cambios menores. Como parte de su programa de mejoras, la compañía ha introducido un servicio privado de conserjes proporcionados por Quintessentially exclusivamente para los pasajeros de primera clase. Estaba originalmente previsto que la nueva cabina se inaugurase en la ruta de Londres a Nueva York, pero debido a la tormenta de nieve de la costa este de los Estados Unidos finalmente se inauguró el 10 de febrero de 2010, en la ruta de Londres a Chicago.
La mayoría de la flota de largo alcance que tiene su base en el aeropuerto de Gatwick no cuenta con asientos de primera clase debido a que se dedica a vuelos a destinos vacacionales familiares de alta capacidad; en su lugar, lleva una configuración de tres clases compuesta de asientos de Club World, World Traveller Plus y World Traveller.
Club World es el nombre del producto de la clase business en los vuelos de largo alcance de la aerolínea británica, en su aeronaves Boeing 777 y 787 y Airbus A350, y es así mismo su única clase de servicio en sus dos aviones Airbus A318. Los pasajeros tienen acceso a las salas vip de salidas de la mayoría de aeropuertos así como a una sala exclusiva de llegadas en la terminal 5 de Londres Heathrow. El 13 de noviembre de 2006, British Airways presentó un nuevo servicio Club World, denominado Next Generation New Club World, que ofrecía asientos mayores y servicio de entretenimiento. La cabina de la Club World proporciona asientos totalmente reclinables y convertibles en camas, que proporcionan un ancho de medio metro y 1,94 metros de largo (2 metros de largo en las cabinas Next Generation New Club World cuando no está totalmente estirada). Hay veinticuatro asientos de antigua generación de Club World montados en aviones Boeing 767-300ER; sin embargo, estos serán reemplazados por los Boeing 787 que presentarán la clase Next-Generation Club World de 2012 en adelante. Hay cuarenta y ocho asientos Next-Generation Club World en todos los Boeing 777 de British Airways y desde 2007 hay cincuenta y dos o setenta asientos Next-Generation en los aviones Boeing 747-400. La Club World se inauguró oficialmente el 5 de enero de 1988, junto con el producto de clase business de la compañía para los vuelos de corto alcance, Club Europe.

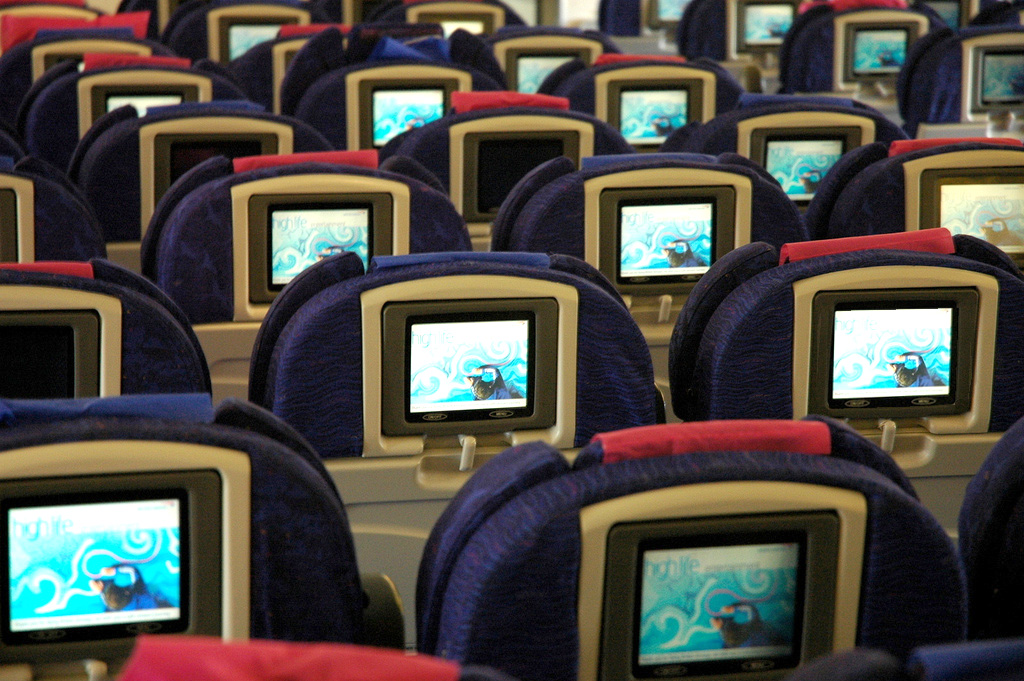
Cabina World Traveller.

World Traveller Plus es la clase turista premium ofrecida como producto por la aerolínea británica en todos sus aviones de largo alcance. World Traveller Plus presenta una separación entre asientos de treinta y ocho pulgadas, siete pulgadas más que en la World Traveller (la clase turista de largo alcance de British Airways). También se ofrece un menor número asientos por fila, dos reposabrazos, un reposacabezas, apoyo lumbar, reclinación adicional del asiento y enchufes para portátiles en el asiento. La World Traveller Plus está ubicada en una cabina independiente de la World Traveller y en una ubicación más silenciosa de la aeronave. El 28 de agosto de 2010, se reveló una nueva cabina World Traveller Plus junto con el nuevo sistema de entretenimiento Thales. Esta cabina está actualmente disponible en todos los 777-300ER y será implementada en toda la flota de largo alcance en los próximos dos años. World Traveller Plus se inauguró oficialmente en 2000.
World Traveller es la clase turista de largo alcance ofrecida en los vuelos internacionales de British Airways a destinos no europeos. World Traveller ofrece una separación entre asientos de 31 pulgadas, apoyo lumbar y reposacabezas ajustables, sistemas de entretenimiento en la parte posterior de los asientos, un servicio de bar gratuito y tres menús intercambiables. El producto World Traveller se presentó en 1991 y su última actualización fue en 1998. El 28 de agosto de 2010, se presentó una nueva cabina World Traveller junto con el nuevo sistema de entretenimiento en vuelo Thales. Esta cabina está ya disponible en todos los Boeing 747, Boeing 767 de largo alcance y en todos los Boeing 777, con la excepción de dieciséis, que permanecen configurados con doce canales en el sistema cerrado de entretenimiento.

#### Configuración especial de cabina
En 2001, British Airways introdujo una configuración de clase turista de diez asientos por fila en los Boeing 777, un avión diseñado para disposiciones de nueve asientos por fila. Esto se logró con el diseño de unos asientos especialmente anchos y aislados, y fue aplicado a dos Boeing 777-200ER con motores de General Electric usados principalmente en las rutas caribeñas, y ocasionalmente a Florida.

### Política de asientos
En marzo de 2001, se reveló que British Airways tenía una política de no sentar hombres adultos junto a los niños que tuviesen asignado un asiento junto a ellos, incluso aunque los padres de los niños estuvieran en algún lugar en el avión. Esto conllevó acusaciones de discriminación sexual, que los ejecutivos de la aerolínea admitieron tras la denuncia de Mirko Fischer de 2010 que derivó en juicio. La política se derogó en agosto de 2010 al proporcionar asientos a los menores de una manera no discriminatoria dentro de la cabina de vuelo.

## Salas vip de aeropuertos

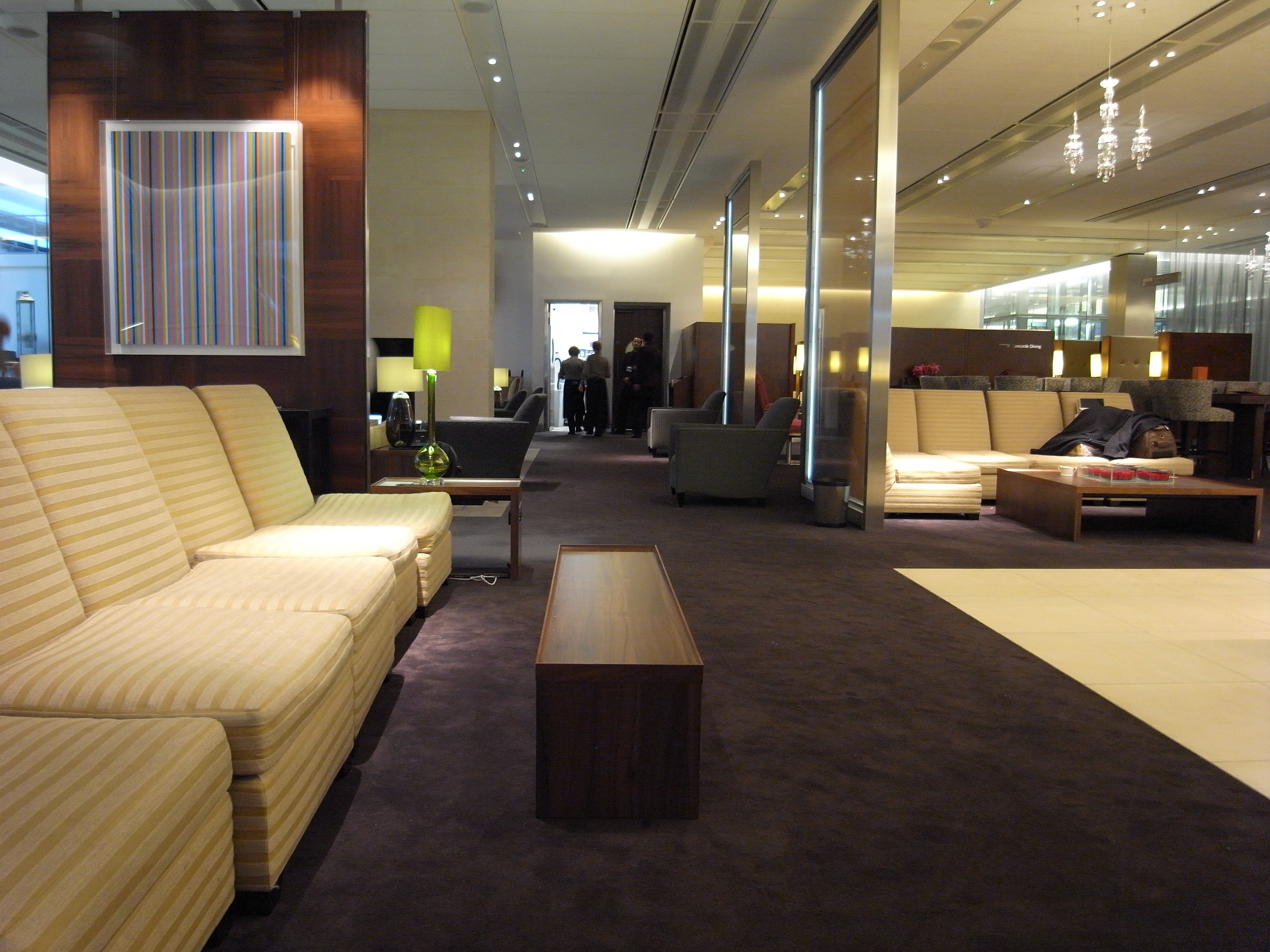
Sala Concorde de British Airways en la terminal 5A de Heathrow.

British Airways gestiona varios tipos diferentes de salas vip para aquellos pasajeros que viajen en clases especiales y pasajeros con estatus Silver o Gold en el programa de viajeros frecuentes Executive Club, principal programa de fidelidad de la aerolínea.
Los pasajeros Club World y Club Europe, clases business de British Airways, así como los poseedores de las tarjetas Silver Executive Club están autorizados a usar las setenta terrazas o salas Executive Club de la compañía. Ambas salas serán reemplazadas por las salas Galleries Club.
Los pasajeros de primera clase, así como los poseedores de la tarjeta Gold Executive Club, están autorizados para usar las sesenta salas de Primera Clase de British Airways. La Sala Concorde en la terminal 5 de Heathrow y la terminal 7 de Nueva York JFK son solo accesibles a los pasajeros de primera clase o poseedores de la tarjeta de la Sala Concorde o Premier. Las salas serán reemplazadas por Galleries First, una versión mejorada de las salas de primera clase.
En los aeropuertos donde la aerolínea británica no posee una sala vip, se proporciona una sala atendida por terceras partes a los pasajeros con estatus o en clases especiales. Se ofrece asimismo una sala vip de llegadas en el aeropuerto de Gatwick dentro del hotel Sofitel.

## Programas de fidelidad
British Airways gestiona dos sistemas de fidelidad o viajero frecuente: el Executive Club es su principal programa, y el otro, altamente exclusivo, se conoce simplemente como Premier.
Executive Club
El Executive Club es parte de la red de programas de viajeros frecuentes en la alianza Oneworld y se divide en tres clases de asociación: Blue, Silver y Gold. Los beneficios de las tarjetas Silver y Gold incluyen el acceso a las salas vip y mostradores de reserva especiales. Al contrario que la mayoría de programas de viajeros frecuentes de las aerolíneas, el Executive Club mantiene cuentas independientes de las Avios y los Tier Points de fidelidad. Los vuelos en las clases superiores de servicio, por ejemplo, Premium Economy, Business o Primera, permiten ganar BA Miles y Tier Points adicionales. En agosto de 2009, los Tier Points podían ser obtenidos en cualquier vuelo y clase de servicio, que también incluyen las tarifas rebajadas de clase turista.
Las millas obtenidas expiran tras treinta y seis meses de inactividad.
Premier
La aerolínea gestiona un programa de fidelidad premium al que solo se puede acceder con invitación y que aporta muchos más beneficios que la tarjeta Executive Club Gold, que incluye un aumento de BA miles obtenidas por vuelo y acceso a la sala Concorde sin importar la clase de vuelo o servicio. Solo la otorga la directiva de la aerolínea y actualmente tiene 1200 miembros.

## Incidentes y accidentes
- En noviembre de 1974, el vuelo 870 de British Airways desde Dubái a Heathrow, operado por un Vickers VC10, que fue secuestrado en Dubái, fue obligado a aterrizar en Trípoli para repostar el avión y volar hasta Túnez. Un tripulante fue asesinado antes de que los secuestradores se rindiesen voluntariamente tras ochenta y cuatro horas de secuestro.[152] El capitán Jim Futcher fue premiado con la Medalla de cortesía de la reina, la medalla floreada de los pilotos aéreos y navegantes aéreos de los fundadores, la medalla de oro de la Asociación de Pilotos de Aerolínea Británicos y un Certificado de buen hacer de la aerolínea por sus acciones durante el secuestro, tras haber regresado al avión para continuar con sus operaciones pese a conocer que los secuestradores estaban a bordo.[153]

- El 10 de septiembre de 1976, un Trident 3B en vuelo 476 de British Airways, desde Londres Heathrow hasta Estambul colisionó en mitad del aire con un DC-9-32 de Inex Adria cerca de Zagreb, Croacia, que condujo a la colisión aérea en Zagreb de 1976.[154] Los cincuenta y cuatro pasajeros y los nueve miembros de la tripulación del avión de la compañía británica perecieron. Este es el único accidente fatal de British Airways desde la formación de la compañía en 1974.

- El 24 de junio de 1982, el vuelo 9, un Boeing 747-200, G-BDXH, City of Edinburgh voló a través de una nube de cenizas y polvo volcánicos fruto de la erupción del Monte Galunggung, que produjo graves daños a la aeronave, que incluían el fallo de sus cuatro motores.[155] La tripulación se las ingenió para sacar la aeronave de la nube de cenizas y arrancar de nuevo los cuatro motores de la aeronave, si bien poco tiempo después se volvieron a parar de nuevo. El avión se vio obligado a efectuar un aterrizaje de emergencia en el Aeropuerto Internacional Halim Perdanakusuma a las afueras de Yakarta. Nadie resultó herido.[156]

- El 10 de junio de 1990, el vuelo 5390, un vuelo operado por un BAC One-Eleven entre Birmingham y Málaga, sufrió una descompresión en vuelo debido a una colocación incorrecta de los aislantes el día previo. El comandante de la aeronave sufrió heridas importantes después de ser parcialmente succionado del avión, sin embargo, el copiloto aterrizó el avión sin más contratiempos en el Aeropuerto de Southampton.[157]

- El 2 de agosto de 1990, el vuelo 149 aterrizó en el Aeropuerto Internacional de Kuwait cuatro horas después de la invasión iraquí de Kuwait, lo que supuso la captura de toda la tripulación y los pasajeros, así como la destrucción de la aeronave.[158][159]

- El 11 de diciembre de 2000, el vuelo 2069 de British Airways voló desde el aeropuerto de Londres-Gatwick a Nairobi experimentó un intento de secuestro mientras sobrevolaba Sudán.[160] Un estudiante keniano con patología mental diagnosticada accedió a la cabina de vuelo del Boeing 747 que efectuaba el vuelo. Mientras tres tripulantes luchaban para retener al secuestrador, el piloto automático se desconectó y el avión cayó unos 10 000 pies (3048,0 m) con 398 pasajeros a bordo. Sin embargo, con la ayuda de los pasajeros, los pilotos recuperaron el control de la aeronave, tras reducir satisfactoriamente al estudiante con esposas y el avión aterrizó sin más contratiempos.[161] Entre los pasajeros a bordo del avión se incluían el cantante inglés Bryan Ferry y la socialista Jemima Khan.[162]

- El 19 de febrero de 2005, el motor número dos de un Boeing 747-400 G-BNLG se incendió (se produjo cuando el flujo de aire se invirtió como resultado de la activación de las reversas) y sufrió daños internos tras despegar de Los Ángeles en un vuelo a Londres Heathrow con dieciséis tripulantes y 351 pasajeros a bordo de la aeronave.[163] La tripulación apagó el motor y continuó el ascenso y el vuelo, conforme a los procedimientos de operación estándar de British Airways para aviones de cuatro motores. Puesto que era incapaz de seguir las velocidades y altitudes de crucero normal, el avión fue desviado al Aeropuerto de Mánchester, Inglaterra. La Administración Federal de Aviación de Estados Unidos fue muy crítica con la decisión del capitán y acusó a la compañía británica de operar sus aviones en condiciones peligrosas en cuanto a términos aeronáuticos se refiere.[164] En junio de 2006 la Oficina de Investigación de Accidentes Aéreos del Reino Unido recomendó que las autoridades británicas y estadounidenses revisasen la política de continuación en vuelo y diesen su autorización a la guía correcta. Esto nunca ha llegado a ocurrir, pero la FAA ha aceptado la determinación de la Dirección de Aviación Civil del Reino Unido de que el avión no estaba en condiciones de vuelo.[165]

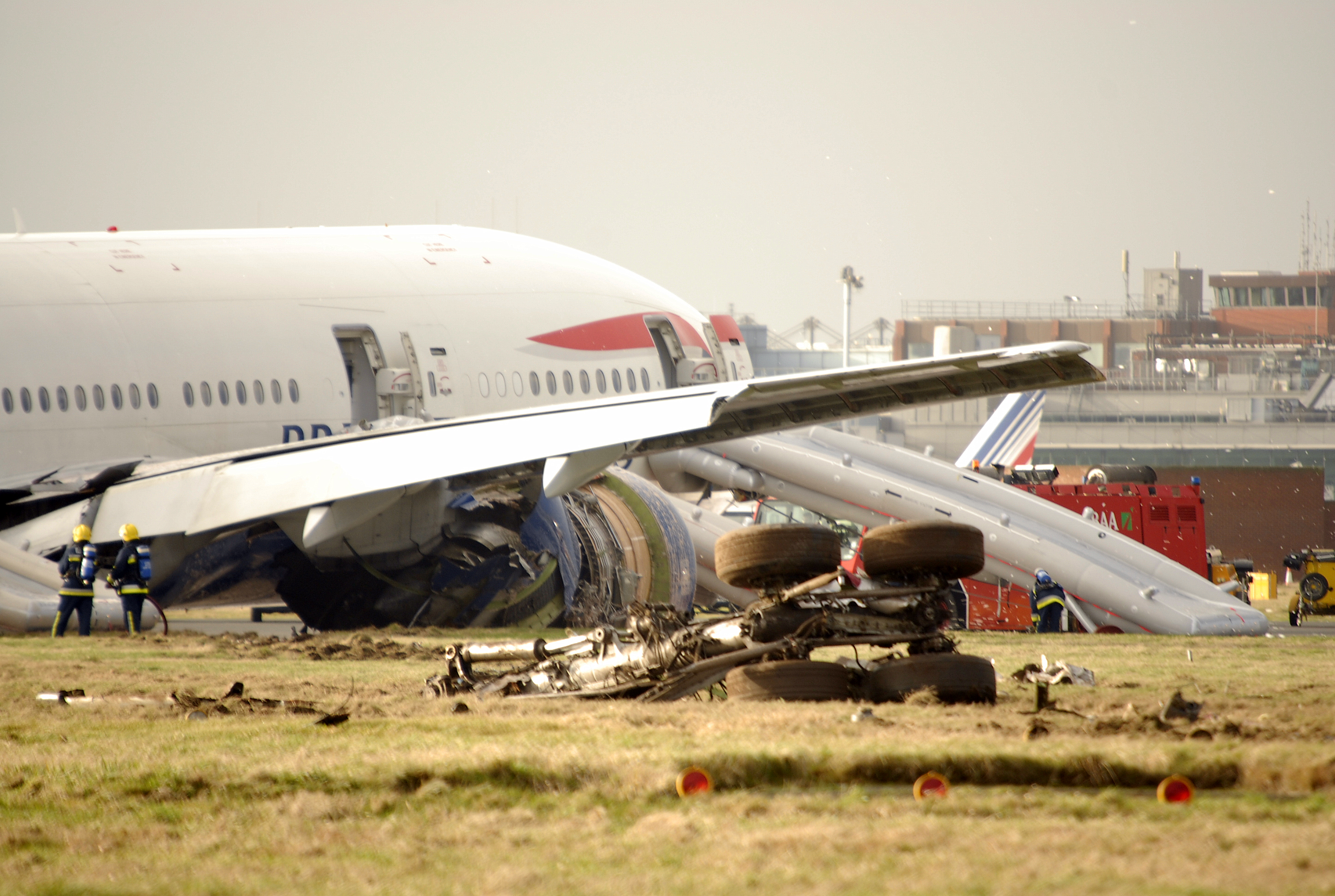
Los restos dañados del vuelo 38 de British Airways.

- El 17 de enero de 2008, el vuelo 38 de British Airways, operado por un Boeing 777-200ER con matrícula G-YMMM, en vuelo desde Beijing a Londres, aterrizó a unos 1000 pies (304,8 m) de la pista 27L del Aeropuerto de Londres-Heathrow, y continuó su deslizamiento por el terreno hasta llegar al umbral de la misma pista. Esto supuso diversos daños al tren de aterrizaje, los alerones del ala, y los motores, con el aliciente de ser esta la primera pérdida total de un Boeing 777. Había 136 pasajeros y dieciséis tripulantes a bordo. Una persona resultó herida de gravedad y doce más sufrieron lesiones menores. El informe inicial de la Oficina de Investigación de Accidentes Aéreos afirmaba que los motores fallaron repetidas veces a sus acciones en los comandos al requerir más potencia, ya viniese la orden del sistema de autoempuje o de la intervención manual, con el inicio de los problemas cuando el avión estaba a 600 pies (182,9 m) y 2 millas náuticas (3,7 km) de la pista 27L.[166] En septiembre de 2008, se notificó que la presencia de hielo en el depósito de combustible pudo haber causado el accidente. A comienzos de 2009, Boeing envió una circular de actualización a todos sus operadores, para identificar el problema como específico del calentador del flujo de combustible de los motores Rolls-Royce.[167]

- El 3 de agosto de 2014, el vuelo 245 de British Airways, operado por el Boeing 777-200ER, con matrícula G-YMMB, en vuelo desde Londres a Buenos Aires, experimentó un fallo técnico en el cual los pilotos creían que descendían en picada al mar mientras que, en realidad, todo iba bien. Los pilotos anunciaron el supuesto problema y toda la tripulación preparó a los pasajeros para una colisión en el mar. Al cabo de 15 minutos la tripulación descubrió que se trataba de una falsa alarma y el vuelo siguió su ruta con normalidad hasta aterrizar en Buenos Aires, Argentina.

- El 9 de septiembre de 2015, el vuelo 2276 de British Airways, un Boeing 777-200 con destino a Londres, se incendió en la pista en el Aeropuerto Internacional Harry Reid después de un comunicado 'fallo de motor catastrófico', obligando a abortar el despegue e iniciar una evacuación de emergencia. El Boeing 777 estaba a punto de despegar en su vuelo de 10 horas a Londres Gatwick, cuando el avión sufrió un fallo de motor. Vídeos y fotografías de la escena mostraron el avión envuelto en humo. Una de las cuatro pistas de aterrizaje del aeropuerto estuvo fuera de servicio tras el incendio, que comenzó aproximadamente a las 16:22 hora local, según funcionarios del aeropuerto. Todos los 159 pasajeros y 13 tripulantes escaparon de la aeronave a través de toboganes de emergencia; 14 pasajeros fueron tratados en hospitales cercanos por lesiones menores.[cita requerida]

- El 27 de mayo de 2017 la aerolínea se vio obligada a cancelar sus vuelos debido a un fallo en sus sistemas.[168] Algunos representantes sindicales acusaron del incidente a la subcontratación en India de los servicios informáticos de la compañía, que llevó al despido en 2010 del personal de los servicios informáticos.

- El 18 de junio de 2021, un Boeing 787-8, matrícula G-ZBJB de British Airways, sufrió un colapso del tren de aterrizaje delantero mientras estaba en la pista del aeropuerto de Heathrow. Un portavoz de British Airways confirmó que no había pasajeros a bordo del avión cuando ocurrió el incidente.

- El 6 de julio de 2022, el vuelo 820 de British Airways, un Airbus A320-232, se incendió cuando aterrizaba en el aeropuerto de Copenhague. Los bomberos del aeropuerto apagaron el fuego. Tuvieron que usar espuma también. Las personas en los edificios de la terminal pudieron grabar las imágenes. El avión fue transportado de regreso al aeropuerto de Londres-Heathrow el 9 de julio